# Todesfuge
Todesfuge ist ein Gedicht des deutschsprachigen Lyrikers Paul Celan, das mit lyrischen Mitteln die nationalsozialistische Judenvernichtung thematisiert. Es entstand zwischen 1944 und Anfang 1945. Im Mai 1947 erschien es zunächst in rumänischer Übersetzung. Die deutsche Originalfassung wurde 1948 in Celans erster Gedichtsammlung Der Sand aus den Urnen veröffentlicht, erreichte aber erst nach der Aufnahme in den Folgeband Mohn und Gedächtnis 1952 eine größere öffentliche Wahrnehmung. Kennzeichnend für das Gedicht sind ein an die musikalische Fuge angelehnter mehrstimmiger, die Motive wiederholender und variierender Aufbau sowie die Verwendung von paradoxen Chiffren wie „Schwarze Milch der Frühe“, die die historischen Ereignisse andeuten, ohne sie konkret zu benennen.
Todesfuge ist Celans bekanntestes Gedicht, wurde in zahlreichen Anthologien und Schulbüchern abgedruckt, auf Gedenkfeiern zitiert und vielfach künstlerisch adaptiert. Das Gedicht löste aber auch Kontroversen aus. Für seine Bildformeln wurden vermeintliche und tatsächliche Vorläufer entdeckt. Vor dem Hintergrund von Theodor W. Adornos Aussage „nach Auschwitz ein Gedicht zu schreiben, ist barbarisch“ warfen Kritiker Celan vor, die „Schönheit“ der lyrischen Umsetzung werde der Thematik der Judenvernichtung nicht gerecht. Die Todesfuge erreichte dennoch internationalen Rang als eines der wichtigsten Gedichte, die an die Opfer des Holocaust erinnern, und wurde kennzeichnend für die Poetik einer Holocaust-Lyrik.

## Form
Paul Celan

Todesfuge

Link zum Volltext des Gedichts

(Bitte Urheberrechte beachten)
Paul Celans Todesfuge beginnt mit den Versen:
„Schwarze Milch der Frühe wir trinken sie abends

wir trinken sie mittags und morgens wir trinken sie nachts

wir trinken und trinken

wir schaufeln ein Grab in den Lüften da liegt man nicht eng“
Anschließend wechselt die Perspektive vom lyrischen „Wir“ der Gefangenen, die ihr eigenes Grab schaufeln, zum Blick auf einen „Er“, ihren Aufseher, der Briefe an seine Geliebte schreibt:
„Ein Mann wohnt im Haus der spielt mit den Schlangen der schreibt

der schreibt wenn es dunkelt nach Deutschland

dein goldenes Haar Margarete“
Der Aufbau erinnert an das musikalische Kompositionsprinzip einer Fuge, in der unterschiedliche Stimmen in Imitationen eines oder mehrerer Themen aufeinander folgen. Wie Dux und Comes in der musikalischen Fuge stehen auch im Gedicht zwei Stimmen einander gegenüber: das „Wir“, der Sprechchor der Opfer, dem „Er“, den Aktionen der Täterfigur. Sie sind in Modifikationen, Variationen und Neuansätzen durchgespielt und so ineinander geschoben und verwoben, dass sich eine „dramatische Struktur“ ergibt „zwischen dem todesmächtigen Meister aus Deutschland und den Juden, die in der Erwartung ihres Todes leben und arbeiten oder musizieren müssen“. Die Konfrontation verschärft sich schrittweise, bis hin zur Vernichtung.
Die Todesfuge wird von unterschiedlichen Interpreten als Doppelfuge mit „Wir-“ und „Er-Thema“ oder als Tripelfuge mit dem dritten Thema „Der Tod ist ein Meister aus Deutschland“ aufgefasst. Eine weitere Möglichkeit ist die Rückführung auf ein einziges Thema, das in den „Wir-Abschnitten“ formuliert wird, während die „Er-Abschnitte“ einen für die Fuge charakteristischen Kontrapunkt bilden. Dabei wird das Thema im „Wir-Part“ nur geringfügig gewandelt; im Kontrapunkt hingegen wechseln die Motive und verleihen dem statischen Kompositionsprinzip der Fuge einen fortschreitenden Ablauf und eine Entwicklung. Sie mündet in eine erneut an das Prinzip des Kontrapunkts erinnernde Gegenüberstellung der abschließenden Verse:
„dein goldenes Haar Margarete

dein aschenes Haar Sulamith“
Ein weiteres musikalisches Prinzip, dessen sich das Gedicht bedient, ist jenes der Modulation. Das „Grab in der Erde“ verändert sich zum „Grab in den Lüften“, zum „Rauch in die Luft“, „Grab in den Wolken“ und „Grab in der Luft“. Laut Ruth Klüger bewirkt das fugenähnliche Kompositionsmuster, dass Hörer und Leser hin- und hergerissen seien zwischen „einer aus den Fugen geratenen Welt und einer, die sich wie eine Fuge zusammenfügt und musikalischen Trost gewährt.“ Celan verneinte allerdings, bewusst „nach musikalischen Prinzipien komponiert“ zu haben. Den Titel Todesfuge habe er dem Gedicht erst nachträglich verliehen.
Das Gedicht ist thematisch in Strophen untergliedert. Dabei teilen sich die insgesamt 36 Verse in vier Teile: neun Verse in der ersten Strophe, sechs und drei Verse in den folgenden zwei Strophen, fünf und drei Verse in der vierten und fünften Strophe sowie die acht Verse der sechsten Strophe und das abgesetzte, abschließende Verspaar. Jeder Teil beginnt mit dem Leitmotiv „Schwarze Milch der Frühe“, welches das Gedicht als formale Klammer zusammenhält. Die Metapher erscheint insgesamt viermal und wird variiert durch die Abfolge der Zeitadverbien „abends“, „mittags“, „morgens“ und „nachts“ sowie den Wechsel von der dritten („sie“) zur zweiten („dich“) Person. Im vierten Abschnitt unterbricht das allegorische Bild „Der Tod ist ein Meister aus Deutschland“ den Ablauf, so dass die Kurzzeile „wir trinken und trinken“ gestört und in einer Langzeile neu kombiniert wird.
Die Sätze des Gedichts folgen einem einheitlichen Satzmodell und sind parataktisch gereiht. Es gibt keine Interpunktion. Die 36 Verse des Gedichts bestehen überwiegend aus Langzeilen, die von kürzeren Versen unterbrochen werden. Als Metrum herrschen der Daktylus und der Amphibrachys vor. Während beim Daktylus auf eine betonte Silbe zwei unbetonte folgen, steht beim Amphibrachys eine betonte zwischen zwei unbetonten, etwa in „wir trinken und trinken“. Die Passagen der zentralen Metapher „Schwarze Milch der Frühe“ hingegen sind durch den Trochäus geprägt. Zahlreiche Enjambements und anaphorische Wiederholungen unterstreichen die fließende Bewegung. Anstelle einer klassischen Metrik orientieren sich Sprechrhythmus und offener Ausdruck an der „kontrapunktischen Konstruktion“ und den „metaphorischen Linien“ des Gedichts. Für Helmuth Kiesel und Cordula Stepp steht die Todesfuge in der Tradition der freirhythmischen und reimlosen, dynamisch drängenden klassischen Hymnen, „die vorzugsweise der Reflexion der Begegnung mit dem Numinosen, Erhabenen, Gefährlichen und Schicksalhaften dienten“. Jean Firges verweist dagegen auf den klagenden und anklagenden Chorgesang des antiken Dramas.

## Interpretation

### „Schwarze Milch der Frühe“

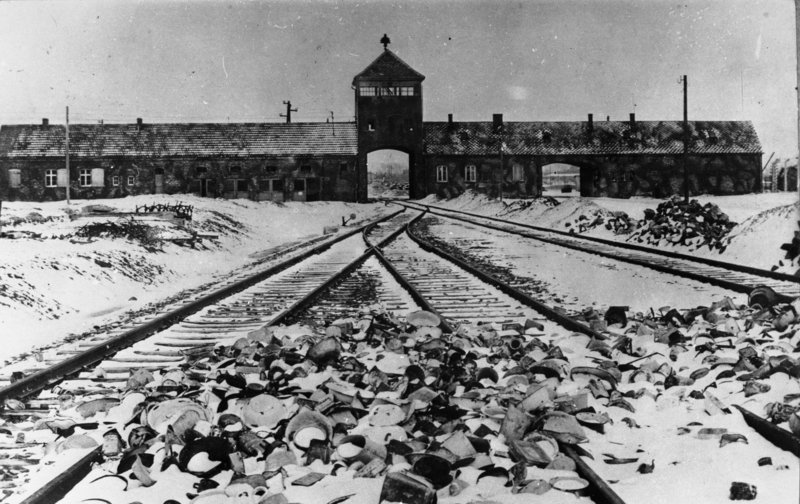
Konzentrationslager Auschwitz-Birkenau, Foto des Torhauses, aufgenommen 1945 kurz nach der Befreiung des Vernichtungslagers durch die Rote Armee aus dem Inneren des Lagers durch Stanisław Mucha

Die zentrale, leitmotivische Metapher des Gedichts – „Schwarze Milch der Frühe“ – ist ein Oxymoron. Während das Substantiv „Milch“ ein gemeinhin positiv besetzter Begriff ist, wird diese Erwartung durch das Adjektiv „schwarz“ aufgehoben und ins Gegenteil verkehrt. Die Milch spendet hier kein Leben, sondern wird zur Verderben bringenden „Milch des Todes“. Auch die „Frühe“ steht, so Theo Buck, nicht für eine Tageszeit, sondern für die unbestimmte Zone zwischen Leben und Tod. Das Bild „Schwarze Milch der Frühe“ wird zum Sinnbild der Schoah, ohne dass explizit von Gaskammern oder Krematorien die Rede wäre. Es setzt die nicht in Worte zu fassende Realität der massenhaften Menschenvernichtung in einem alogischen Bild um und bringt sie gerade dadurch zur Sprache.
In seinen Entwürfen zur Büchnerpreis-Rede (später unter dem Titel Der Meridian) hob Celan diesen Wirklichkeitsbezug hervor: „Schwarze Milch der Frühe“ sei keine „Genitivmetapher, wie sie uns von unseren sogenannten Kritikern vorgesetzt“ werde, „das ist keine Redefigur und kein Oxymoron mehr, das ist Wirklichkeit.“ Die Realität seiner Metapher fand er in einem Zeitungsartikel zu den Auschwitzprozessen bestätigt, den er mit Randanstreichungen versah: „‚Meine Milch war schwarz‘, antwortete Klehr, womit er offenbar sagen will, er habe sich die Milch organisiert […].“ Eine ähnliche Verwandlung der schrecklichen Wirklichkeit der Vernichtungsöfen in einen poetischen Ausdruck ist das „Grab in den Lüften“. Es steht in spiegelbildlichem Kontrast zum „Grab in der Erde“, das die Todgeweihten sich selbst graben müssen. In einem Brief an Walter Jens schrieb Celan: „Das ‚Grab in der Luft‘ […], das ist, in diesem Gedicht, weiß Gott weder Entlehnung noch Metapher“.
Die dreigliedrige Metapher „Schwarze Milch der Frühe“ dient inzwischen als Musterbeispiel für die Stilfigur der kühnen oder absoluten Metapher, bei der das Tertium Comparationis kaum noch zu erkennen ist. Zu ihrem Verständnis wird daher auch auf mögliche Ursprünge und Analogien der Bildfigur verwiesen. So führen Spuren zu Gedichten anderer Dichter aus dem Bukowiner Freundschaftskreis (vgl. Abschnitt: Einflüsse), in denen die Metapher anklingt oder wörtlich in einem anderen Kontext erscheint. Philologen sprechen in diesem Zusammenhang von einem „Metapherngeflecht“ oder von einer „Wandermetapher“. Vergleichbare Bildformeln verwendeten auch Georg Trakl („schwarzer Frost“, „schwarzer Schnee“), Franz Werfel („schwarze Muttermilch des Endes“) oder Arthur Rimbaud („lait du matin et de la nuit“). Bereits der Titel des Gedichts „Schwarze Flocken“, das Celan 1943 auf den Tod des Vaters und zum Andenken an seine Mutter schrieb, ist eine Vorform der Metapher. Die bildliche Verwandlung von Weiß zu Schwarz lässt sich bis in die Klagelieder Jeremias des Alten Testaments zurückverfolgen: „Ihre jungen Männer waren reiner als Schnee, / weißer als Milch, ihr Leib rosiger als Korallen, / saphirblau ihre Adern. / Schwärzer als Ruß sehen sie aus, / man erkennt sie nicht auf den Straßen […].“ (Klgl 4,7–8 )

### „dein goldenes Haar Margarete / dein aschenes Haar Sulamith“

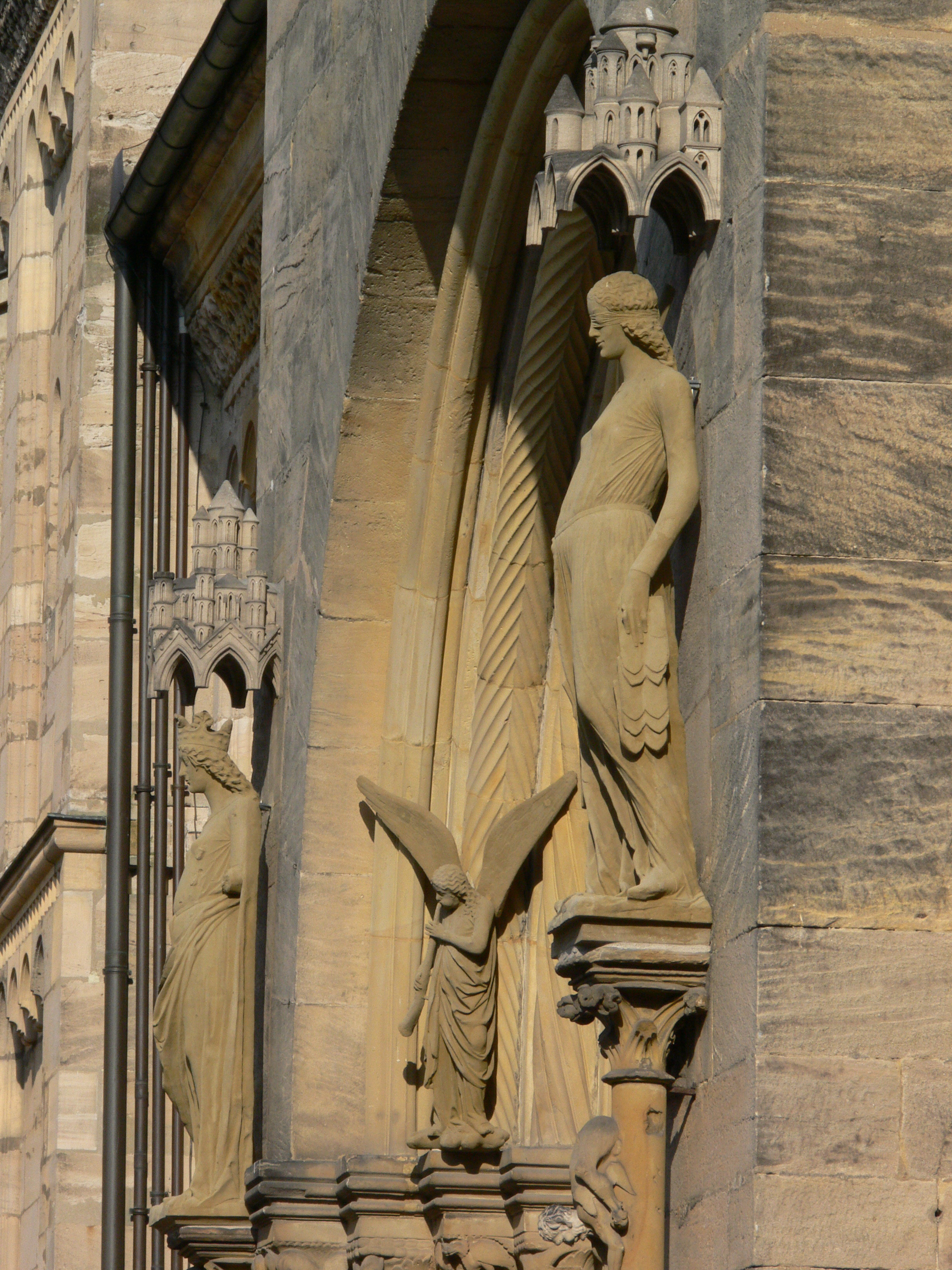
Allegorie der Ecclesia (im Hintergrund links) und Synagoga (rechts im Vordergrund) des Fürstenportals am Bamberger Dom

In den beiden Schlusszeilen kommt die polyphone und kontrapunktische Form des fugenähnlichen Gedichts deutlich zum Ausdruck. Einerseits sind die metrisch gleich geformten „Zwillingsmotive“ parallel zusammengefügt, andererseits stehen sie inhaltlich gegeneinander. Kiesel und Stepp bezeichnen diese enge Verflechtung deshalb als „Scheinpolyphonie“, John Felstiner fasst zusammen: „– aber der Einklang ist Mißklang“. Während die meisten Gedichte am Ende ihre Bildkraft ausgeschöpft haben, endet die Todesfuge mit einer Großaufnahme der biblischen Sulamith aus dem Hohelied des Alten Testaments. Aber sie ist nicht die bräutliche Geliebte, deren Haarpracht purpurnen königlichen Gewändern gleicht (Hld 7,6 ); das „aschene Haar“ Sulamiths ist ein Bild für die jüdischen Opfer der Shoa unter nationalsozialistischer Herrschaft. Dem Leidensbild parallel vorangestellt ist die Großaufnahme einer aus der deutschen klassischen und romantischen Dichtung her vertrauten Frauengestalt, die von der Aura des Deutschtums umgeben ist: Margarete, Gretchen, Geliebte des goetheschen Faust: „dein goldenes Haar Margarete“, mit dem Nachklang von Heinrich Heines Lore-Ley: „Sie kämmt ihr goldenes Haar“.

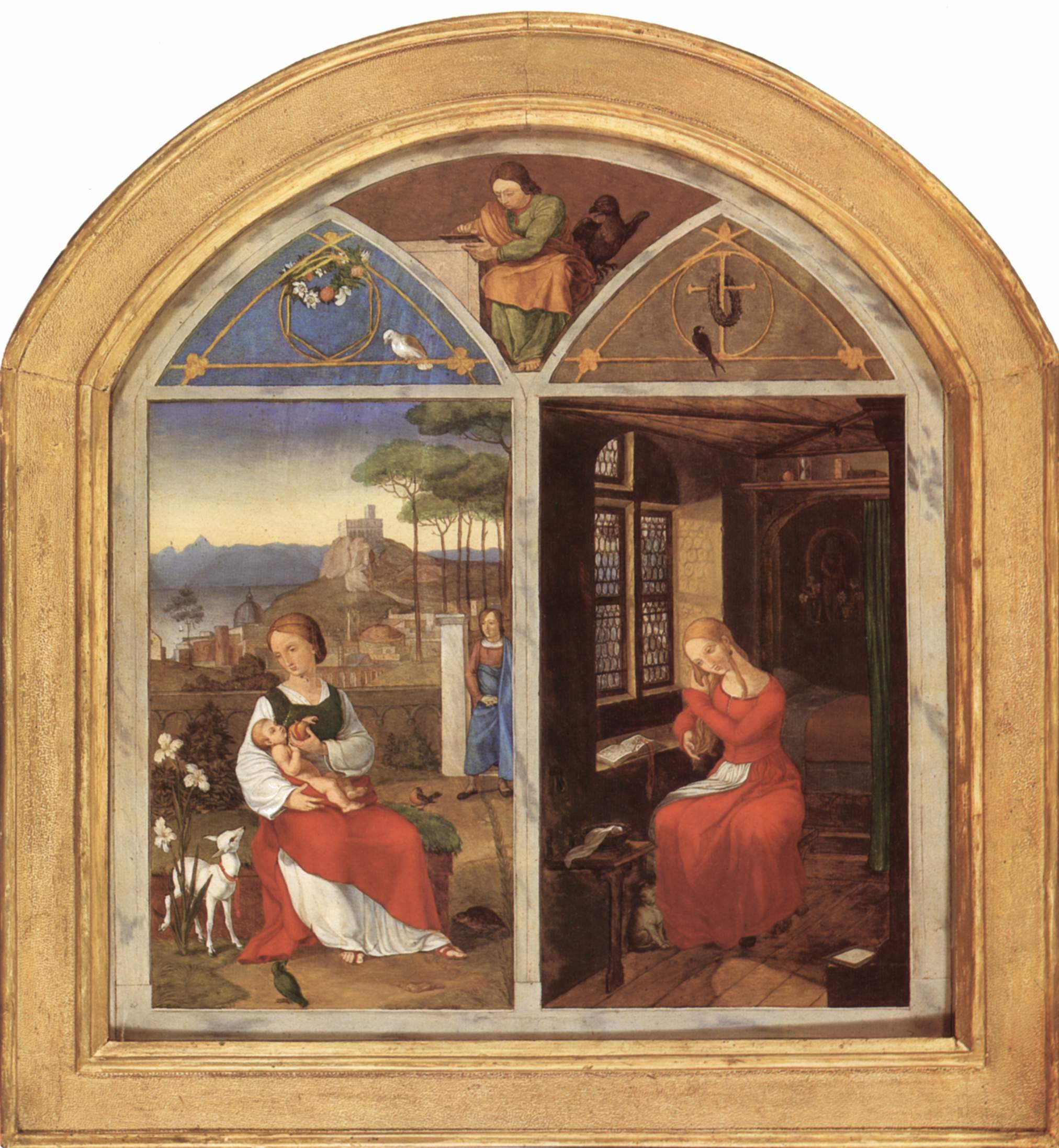
Franz Pforr, Maria und Sulamith, 1811, Sammlung Georg Schäfer, Schweinfurt

Das allegorische Frauenpaar Margarete und Sulamith steht in der langen christlichen bildnerischen Tradition der Darstellungen von der geschlagenen, blinden Synagoga und der triumphierenden Ecclesia, die auch durch Maria, die Mutter Jesu, verkörpert wird: im „Neben- und Gegeneinander“, „in steinernen Allegorien an alten Kirchenportalen: Schmerz- und Erinnerungsbilder jüdisch-christlicher, jüdisch-deutscher Geschichte“. Eine solche Gegenüberstellung der allegorischen Schicksalsschwestern Sulamith und Maria findet sich noch in der romantischen Kunst, etwa in den Bildern des Nazareners Franz Pforr und Friedrich Overbecks. Celan übernahm den Gegensatz der „idealen Bräute“ des Alten und Neuen Testaments, er hat jedoch laut Theo Buck einen „paradigmatischen Wechsel“ vorgenommen, indem er die neutestamentliche Maria beziehungsweise die Figur der Ecclesia durch Margarete, das deutsche „Idealbild des goldenhaarigen Mädchens“, ersetzte.
Die Gegenüberstellung der beiden Frauen in Celans Gedicht wird zumeist als Anklage gedeutet. Die Frauengestalten treten im Gegensatz auf, nicht in Gemeinsamkeit. John Felstiner brachte es auf den Nenner: „Deutsches und jüdisches Ideal werden nicht nebeneinander existieren.“ Auch für Buck endet das Gedicht mit den abschließenden Versen in Spannung zwischen den Kulturen, in Dissonanz statt Harmonie. Trotz der Bemühung des Nationalsozialismus um eine arische Identität bleibe das letzte Wort Sulamith vorbehalten. Nach dem abschließenden Blick auf ihr aschen gewordenes Haar bleibe Schweigen.

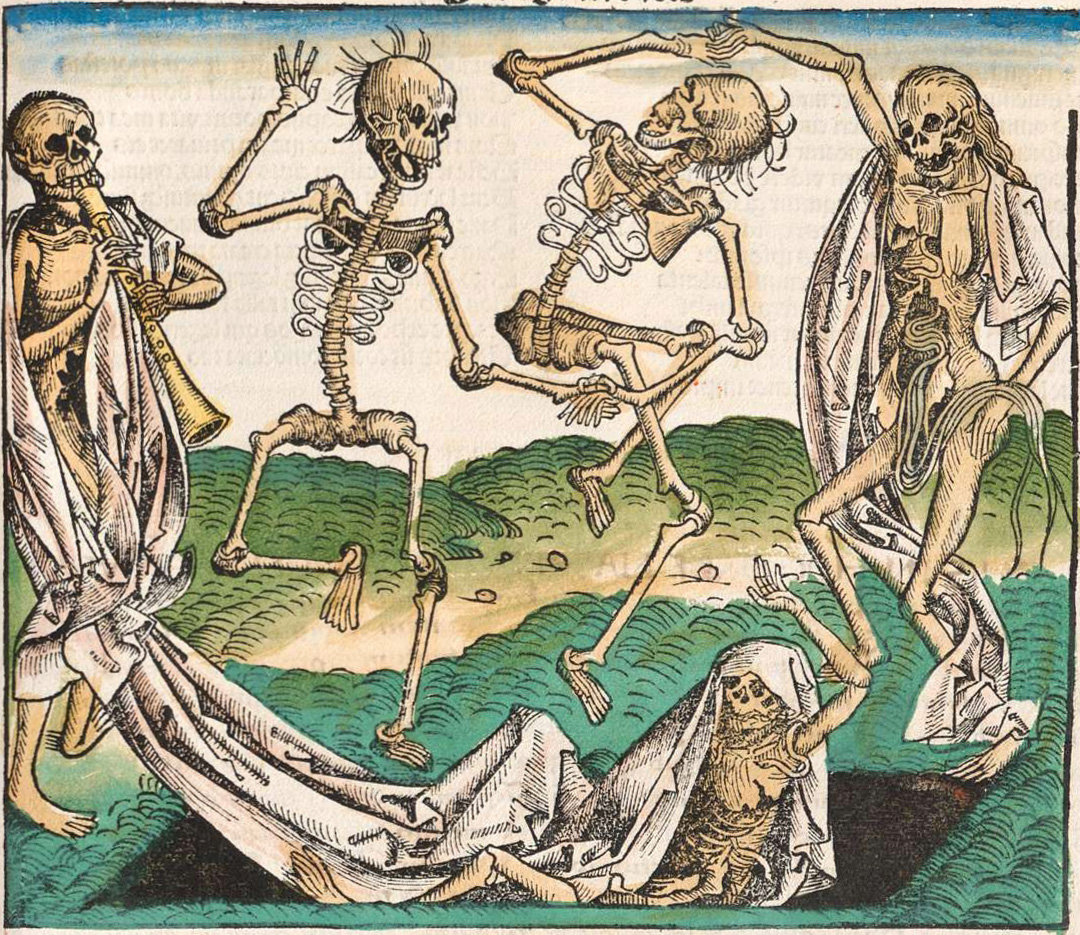
Tanz der Gerippe von Michael Wolgemut

Aufgrund der kompositorischen Verflechtung der beiden Frauengestalten durch die kontrapunktische Engführung des Schlusses wird gelegentlich darauf verwiesen, dass auch Gretchen Opfer sei, durch Fausts rhetorische Doppelzüngigkeit verführt werde und als Wahnsinnige im Kerker ende. Auch die Margarete der Schlussverse ist Geliebte, die Liebesbezeugungen erhält: „Ein Mann […] schreibt wenn es dunkelt nach Deutschland dein goldenes Haar Margarete“. Der Liebende ist gleichzeitig der schreckliche Vernichter, Verkörperung des Todes, der seine Juden hervorpfeift und sie zum Tanz aufspielen lässt. Damit steht das Gedicht in der Tradition der Totentanzgedichte, in denen der Tod als Meister angeredet wird, aber auch in der Tradition von Musikwerken mit dem Motiv Der Tod und das Mädchen. Felstiner erinnert an die gleichnamigen Kompositionen Franz Schuberts, das Lied von 1817 nach dem Gedicht Der Tod und das Mädchen von Matthias Claudius und das Streichquartett Nr. 14 d-Moll, D 810, für dessen Variationssatz Andante con moto er das Thema des Liedes verwendete. Er verweist aber auch auf die Verbindung von Tod und Musik in Richard Wagners Liebestod der Isolde und Gustav Mahlers Kindertotenlieder. Diese Ästhetisierung durch verdeckte Zitate aus der Literatur- und Musikgeschichte lässt das Schreckliche des geschichtlichen Geschehens besonders krass hervortreten.
Dieter Lamping, der in seiner Studie zur Todesfuge insbesondere die jüdische Tradition der Textform betont, sieht das Tanzmotiv im Hohelied vorgeformt (Hld 7,1 ). Neben den Motiven des Namens, Haares und Tanzes seien auch jene der Milch, des Goldes und des Trinkens biblisch verankert. Somit sei das Hohelied nicht nur eine Quelle der Todesfuge; es sei ihre Vorlage, das moderne Gedicht eine Kontrafaktur des biblischen Textes. Die biblischen Motive werden dabei „in den Motivkomplex des massenhaften Todes hineingenommen: die Milch wird schwarz, das Haar aschen, der Reigentanz zum Totentanz. Das Gold, im ‚Hohenlied‘ ein Attribut Salomos und Sulamiths, ist nun eines der Margarete. Die Veränderungen der Motive gehen einher mit dem Wechsel der Gattung: aus dem Liebeslied wird eine Totenklage“. Dieses Anliegen, eine Totenklage für seine im Winter 1942/43 in einem deutschen KZ ermordete Mutter geschrieben zu haben, betonte Celan in einem Brief an Ingeborg Bachmann vom 12. November 1959 mit eindringlichen Worten: „Du weisst – nein, Du wusstest –, und so muss ich Dich jetzt daran erinnern, dass die Todesfuge auch dies für mich ist: eine Grabschrift und ein Grab. […] Auch meine Mutter hat nur dieses Grab.“

### „Ein Mann wohnt im Haus“
Durchgehend sind im Gedicht Opfer – die „Wir-Stimmen“ – und Täter – die „Er-Stimme“ – einander gegenübergestellt und durch das gemeinsame Thema – das Getötetwerden – und seinen Kontrapunkt – das Töten – miteinander verbunden. Der namenlose im Haus lebende Täter kommandiert: „er pfeift“, „er befiehlt“, „er ruft“. Er „spielt mit den Schlangen“, das heißt mit dem Bösen, dem Motiv der Versuchung im Sündenfall. Er „pfeift seine Rüden herbei“, die gleichermaßen für die Hetzhunde der Jagd stehen wie für das Adjektiv „rüde“ im Sinne von grob und rücksichtslos. Er lässt die Opfer zum Tanz aufspielen, wodurch er die Schönheit der Musik zum Grauen pervertiert. Auch die Maxime „der Tod ist ein Meister aus Deutschland“ thematisiert den Umschlag einer meisterhaften handwerklichen Leistung in die perverse Perfektion einer Tötungsmaschine.
Celan betonte in einem Brief an Walter Jens die „archetypische Verwandlung“ von Margaretes Haar zu den Schlangen: „Haar (und hier, bei der Gretchen-Gestalt, denkt man ja auch an Zöpfe) verwandelt sich oft (im Märchen wie im Mythos) in Schlangen.“ Firges erweitert diesen Archetypus auf die Figur des Täters selbst. Für ihn schlüpft der Sadist in den Augen der Opfer in eine moderne allegorische Maske des Todes: „Der Deutsche als Meister der Musik, der Deutsche als Meister im millionenfachen perfekten Töten Unschuldiger – höchste Kultur und beschämendster Barbarismus: beide Konnotationen fallen in der allegorischen Figur des ‚Meisters aus Deutschland‘ zusammen und geben dieser Sprachschöpfung ihre einprägsame Kraft und suggestive Aura.“

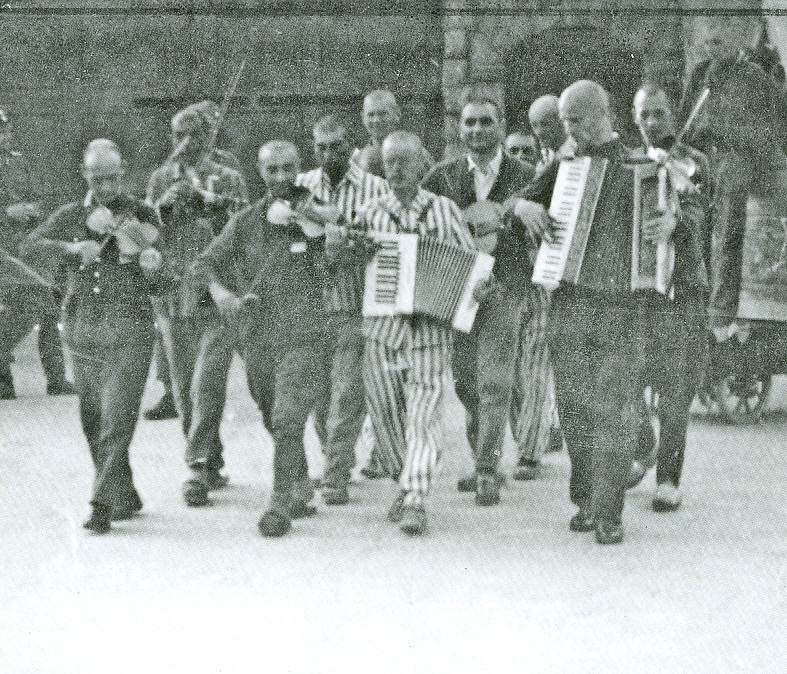
Musikkapelle Konzentrationslager Mauthausen

Doch der Mann, dessen Tätigkeiten szenisch reichhaltig entfaltet werden, ist nicht bloß eine dämonische Figur des Bösen. Er „schreibt wenn es dunkelt nach Deutschland“, Briefe an seine Geliebte Margarete. Er blickt auf in den Himmel und liebt die Musik. Seine sentimentalen Anwandlungen reichen bis zu einer Ästhetisierung des Mordvorgangs. Celan zeichnet den Täter als Mischung von Romantizismus und Brutalität, Untertanengeist und Hochmut, Idealismus und Nihilismus. Seine „Augen sind blau“, doch bei der Tätigkeit des Tötens kneift er eines zusammen: „sein Auge ist blau“. Diese Stelle wird durch den einzigen Reim des Gedichts besonders betont: „er trifft dich genau“. In einem ebenfalls 1944 entstandenen Gedicht Nähe der Gräber beschwor Celan noch in Erinnerung an seine Mutter „daheim / den leisen, den deutschen, den schmerzlichen Reim“. In der Todesfuge ist der „schmerzliche, deutsche Reim“ tödlich geworden. Auch Peter von Matt weist in seiner Interpretation darauf hin, dass Celan auf den Tod seiner Mutter anspielte, die die deutschen Dichter liebte und von einem Deutschen erschossen wurde.
In dem Augenblick, als der Täter vor das Haus tritt und seine Rüden herbeipfeift, „blitzen die Sterne“. Buck und Felstiner entwickeln anhand dieser Passage eine breite „Assoziationsskala“. Sie reicht von Eichendorffs „So sternklar war die Nacht“ (Mondnacht) über Puccinis Arienzeile „Und es blitzten die Sterne“ aus der Oper Tosca bis hin zum im Dritten Reich beliebten Landser-Lied Heimat, deine Sterne, dem sentimentalen Schlager, den „SS-Offiziere das Auschwitzer Lagerorchester spielen ließen“. Für Felstiner klingt zudem Hitlers Blitzkrieg an. Ebenso realistisch ist es, an militärische Rangabzeichen zu denken. Felstiner ergänzt, dass „auch ein Davidstern über dieser Zeile“ auszumachen sei. In Zusammenhang mit Celans Methode des verdeckten Zitierens und Vernetzens betont Neumann, dass sich eine isolierte Betrachtung einzelner sprachlicher Wendungen verbiete, die Verbindung jüdischer und deutscher Bildvorstellungen habe ihren kontrapunktischen und geschichtlichen Sinn. Auch Buck weist auf den Wirklichkeitsbezug dieser Assoziationen hin, wenn hier der Dichter Form und Haltung des „überkommenen Abendgedichts“ umpole zum Bild „einer düster verschatteten ‚Nacht‘, welche dem ‚aschenen Haar Sulamiths‘“ entspreche.
In Zusammenhang mit der Figur des „banalen Prototyps“ der „mit ‚Meisterschaft‘ tötenden ‚Herrenrasse‘“ wurde wiederholt auf Hannah Arendts Erkenntnis von der Banalität des Bösen angespielt, die Celan als Allegorie metaphorisch vorweggenommen habe. Zudem stützen Interpreten seit dem Wissen um die Rolle der Häftlingsmusik in den Todeslagern den Realitätsgehalt dieser Szene durch dokumentarische Hinweise auf den Einsatz der Lagerkapellen, die unter anderem während der Vernichtungsaktionen zu spielen hatten, und auf die authentische Figur des „Dirigenten“ (vergleiche den Abschnitt Entstehungsgeschichte). Nach Firges paart sich in dieser Passage sentimentale Erregung mit ästhetischer Sensibilität und sadistischer Lust, die im „Ritual des Todestanzes“ zelebriert wird.

### „wir trinken und trinken“
Das Gedicht wird gesprochen von einem Chor in der ersten Person Plural, dem „Wir“. Es steht für die Leidenden, die Opfer der deutschen Judenvernichtung. Aus ihrer Warte wird „er“, der Täter, geschildert. Die beständigen Wiederholungen des Leidenschors intensivieren das Geschehen, bis es in den letzten beiden Versen mit der Gegenüberstellung von Täter- und Opferseite, von Margarete und Sulamith, beschlossen wird. In seinen Notizen schrieb Celan: „Es sprechen die Sterbenden, – sie sprechen | nur als solche – der Tod ist | ihnen sicher – sie sprechen | als Gestorbene und Tote. Sie | sprechen mit dem Tode, vom Tode her. Sie trinken vom Tode“. Auch in seiner Büchnerpreis-Rede betonte Celan den dialogischen Charakter des Gedichts als „Gespräch – oft ist es verzweifeltes Gespräch“.
Dabei bewahrt das Gedicht die Leidensgeschichte der Sterbenden über ihren Tod hinaus. Der Chor will laut Theo Buck als Totengedenken verstanden werden, ein an den Leser gerichteter Dialog, eine eindringliche Botschaft der Toten an die Überlebenden und künftige Generationen. Neben anderen Wegen, den deutschen Judenmord für alle Zeiten im Gedächtnis zu behalten, etwa durch Zeugenberichte und Dokumentationen, stelle Celan seinen Weg, den künstlerischen Weg eines Gedichts. Die jüdischen Einflüsse wie Jeremias Klagelieder und Psalm 137 sowie das Hohelied betonend, sieht Lamping im identitätsstiftenden chorischen Sprechen ein liturgisches Element. Als Gedicht über die Vernichtung der Juden setze die Todesfuge die jüdische Tradition der „Erinnerung an ein historisches Trauma“ fort.

## Entstehungsgeschichte

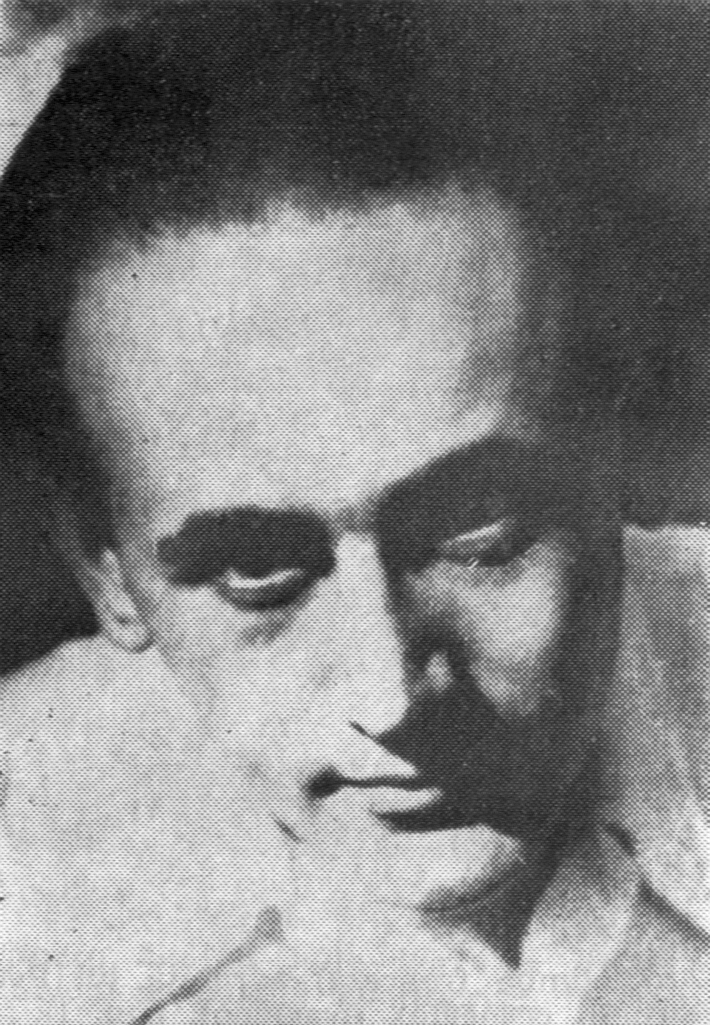
Paul Celan, 1945

Celans Heimatstadt Czernowitz, seit dem Ersten Weltkrieg Teil Rumäniens, war infolge des Hitler-Stalin-Pakts im Juni 1940 von der Sowjetunion besetzt worden. Nach dem Angriff des Deutschen Reichs auf die Sowjetunion am 22. Juni 1941 folgte der Einmarsch der deutschen Wehrmacht in die Bukowina. Unter der neuerlichen Hoheit Rumäniens wurde massiv gegen die ansässigen Juden vorgegangen, die in ein Ghetto getrieben und deportiert wurden. Auch Celans Eltern wurden 1942 deportiert: die Mutter wurde als „arbeitsunfähig“ erschossen, der Vater starb in Transnistrien, wohl an Typhus. Celan selbst kam in ein Arbeitslager, wo er Zwangsarbeit im rumänischen Straßenbau leisten musste, später als Übersetzer eingesetzt wurde, bis er im Februar 1944 wieder seine Freiheit erlangte und – noch vor der Roten Armee – nach Czernowitz zurückkehrte.
Freunde aus der Bukowina gaben an, dass Celan bereits 1944 an der Todesfuge arbeitete. Celan selbst schrieb an die Deutsche Verlags-Anstalt, er habe das Gedicht „im Frühjahr 1945 in Bukarest geschrieben“. Theo Buck geht davon aus, dass erste Entwürfe im Herbst 1944 entstanden, die Todesfuge jedoch erst im folgenden Frühjahr ihre endgültige Gestalt annahm. Dabei urteilt er, dass Celan mit diesem Gedicht seine epigonalen Anfänge überwunden und erstmals zu seinem eigenen unverkennbaren Ausdruck gefunden habe.

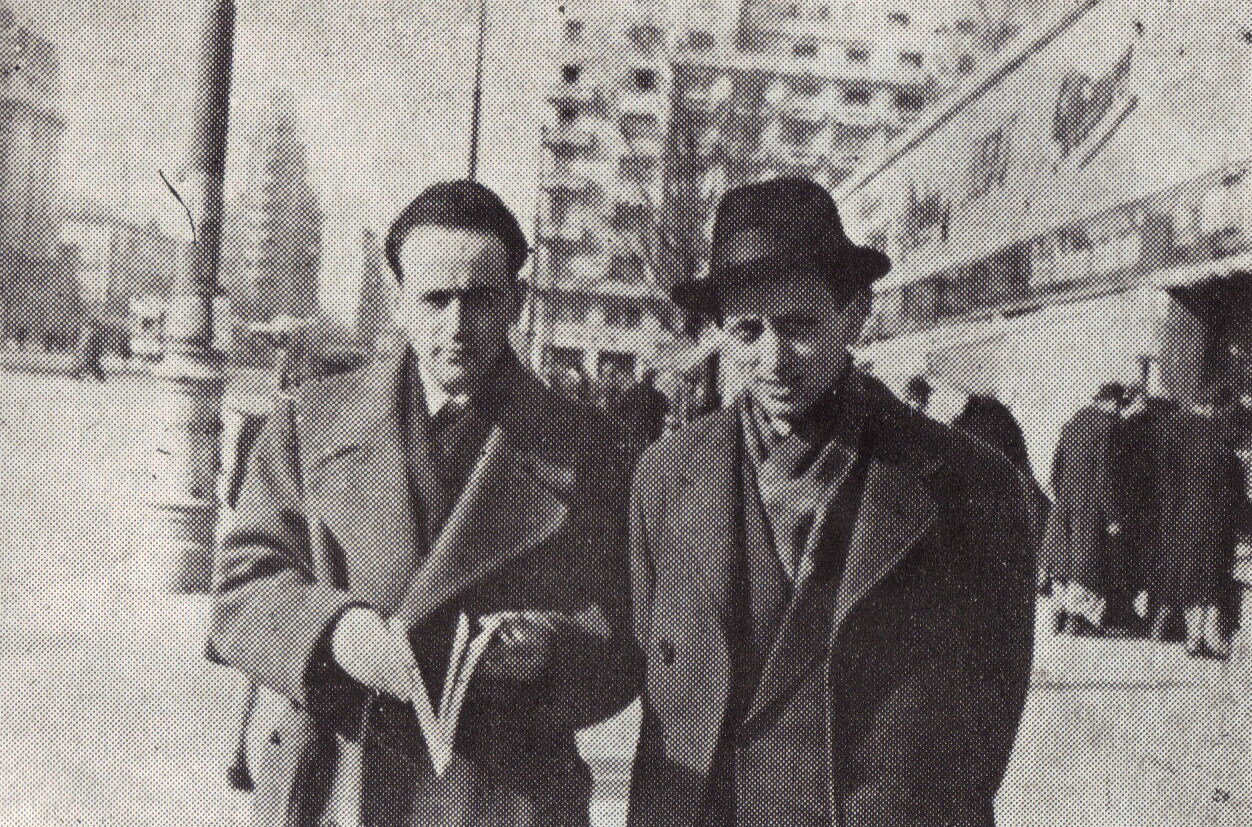
Paul Celan (links) neben Petre Solomon, 1947

Zwei Jahre später, am 2. Mai 1947, erschien die rumänische Übersetzung des Gedichts durch Celans Freund Petre Solomon unter dem Titel Tangoul morții („Todestango“) in der Zeitschrift Contemporanul. Sie war Celans erste Veröffentlichung. Den Abdruck begleitete ein Kommentar des Chefredakteurs, der das Gedicht auf eine realistische Basis zurückführte und es so vor einem möglichen Vorwurf des Formalismus in Schutz nahm: „Das Gedicht, dessen Übersetzung wir veröffentlichen, geht auf Tatsachen zurück. In Lublin und anderen ‚Todeslagern‘ der Nazis wurde ein Teil der Verurteilten gezwungen, aufzuspielen, während ein anderer Gräber schaufelte.“ John Felstiner führt weiter aus, dass ein SS-Leutnant im KZ Janowska, unweit von Czernowitz, den Häftlingen bei Hinrichtungen und Folterungen das Aufspielen eines Tangos namens „Todestango“ befohlen habe. Ebenso sei im KZ Auschwitz und anderen Lagern eine Musik zur Begleitung von Hinrichtungen als „Todestango“ bezeichnet worden.
Auch formal machen Kiesel und Stepp Gemeinsamkeiten des Gedichts mit dem Tango aus. Zwar drücke die Todesfuge nicht auf die gleiche emphatische Art Trauer und Klage aus wie der Tanz, doch erzähle sie ebenso eine Geschichte mit dramatischem Verlauf, spreche den Hörer direkt an und erinnere in ihrem Rhythmus an den raschen Bewegungsablauf des Tangos mit seinen eingestreuten Synkopen. Die Gründe, warum sich Celan letztlich gegen den Titel Todestango und für Todesfuge entschied, sind unbekannt. Kiesel und Stepp spekulieren, dass Celan die formale Nähe des Gedichts zur Fuge doch als größer erkannt habe, dass die Fuge stärker den Kontrast der Kultiviertheit der Täter zur Barbarei ihrer Taten in den Vordergrund rücke, oder dass die europäische Sicht auf den Tango als erotischen Tanz einen ungewollt frivolen Unterton in die Aufnahme des Gedichts gebracht hätte.
Als Celan, nachdem er Rumänien verlassen hatte, 1948 seine erste Gedichtsammlung Der Sand aus den Urnen herausgab, bildete das Gedicht unter dem geänderten Titel Todesfuge den Höhepunkt und Abschluss des Bandes. Die Sammlung erschien lediglich in kleiner Auflage und war zudem durch Druckfehler derart entstellt, dass Celan sie zurückzog und vernichtete. Erst 1952 wurde das Gedicht als Teil seiner zweiten Gedichtsammlung Mohn und Gedächtnis einer größeren Öffentlichkeit bekannt. Auch in dieser Ausgabe wurde es als eigenes Kapitel in der Mitte des Buches hervorgehoben.
In der DDR erschien die Todesfuge erstmals 1968 in einer von Heinz Seydel herausgegebenen Sammlung von Gedichten über die Judenverfolgung unter dem Titel Welch Wort in die Kälte gerufen, wo es den Abschnitt Vernichtungslager eröffnete. Laut Heinz Czechowski, der das Gedicht ein Jahr später in seine Anthologie Brücken des Lebens aufnahm, hatte Celan sich zuvor gegen eine Veröffentlichung im Ostblock gesträubt, um nicht politisch vereinnahmt zu werden. Umgekehrt galt Celan der Kulturpolitik der DDR lange als zu „dunkel“ und dem Kommunismus nicht nahestehend.
Celans Nachlass liegt im Deutschen Literaturarchiv Marbach. Das Typoskript der Todesfuge, noch in der Fassung Todestango, ist neben anderen Teilen aus Celans Nachlass im Literaturmuseum der Moderne in Marbach in der Dauerausstellung zu sehen.

## Einflüsse

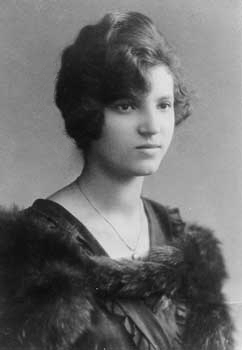
Rose Ausländer, hier ein Bild von 1918

Von Literaturwissenschaftlern wurden Einflüsse früherer Gedichte auf Celans Todesfuge untersucht, die sich von Werken Arthur Rimbauds, Georg Trakls, Franz Werfels bis zu jenen Alfred Margul-Sperbers erstrecken. Rose Ausländer beanspruchte die Urheberschaft der Metapher „Schwarze Milch“, die sie in ihrem bereits 1925 geschriebenen, aber erst 1939 veröffentlichten Gedicht Ins Leben formulierte. Sie betonte allerdings: „Es gereicht mir zur Ehre, daß ein großer Dichter in meinem frühen Werk eine Anregung gefunden hat. Ich habe die Metapher nicht so nebenhin gebraucht, er jedoch hat sie zur höchsten dichterischen Aussage erhoben. Sie ist ein Teil von ihm selbst geworden“. Dagegen erhob Claire Goll zeitlebens Plagiatsvorwürfe gegen Celan. Die Todesfuge sah sie beeinflusst durch das 1942 erschienene Chant des Invaincus ihres Mannes Ivan Goll. In der so genannten Goll-Affaire wurde mit manipulierten Daten, entstellten Zitaten und vor allem mit durch Claire Goll nachträglich bearbeiteten Texten argumentiert. Celan empfand den Plagiatsvorwurf als Leugnung seiner eigenen Lebensgeschichte und damit laut einem Brief an Siegfried Lenz vom 27. Januar 1962 „als nachträgliche Vollendung der ‚Endlösung‘ an sich selbst“.
Erst 1970 veröffentlichte Immanuel Weissglas, ein Jugendfreund Celans, sein Gedicht ER, das noch vor der Todesfuge entstanden war und ihre Motive und Metaphern teilweise vorweggenommen hatte. So verknüpfte bereits Weissglas den Tod mit Geigenspiel, sprach von einem „Haus mit Schlangen“ und „Gretchens Haar“ und endete mit der Feststellung, dass „der Tod ein deutscher Meister war.“ Heinrich Stiehler, der die Verwandtschaft der beiden Gedichte als Erster untersuchte, urteilte: „Die Abhängigkeit der Todesfuge von diesen nur wenige Monate zuvor verfaßten Versen des Freundes liegt auf der Hand.“ Der Philologe Jean Bollack, ein Freund und Weggefährte Celans, führt zwei Hypothesen an, mit denen die Ähnlichkeit der beiden Gedichte erklärt worden sei: Nach der ersten gehe die Verwendung des gleichen literarischen Materials auf einen gemeinsamen Fundus zurück, der die Literatur- und Kulturtradition der Region sowie die Prägung durch die Gegenwart des Holocausts einschloss, während die zweite Hypothese annehme, dass Celan der Vorgänger von Weissglas bekannt gewesen und die Todesfuge als Antwort auf ER anzusehen sei. Bollack schloss sich der zweiten These an und urteilte, Celan ordne „seine Bestandteile neu an, ohne zusätzliche hinzuzufügen: es sind dieselben Elemente, aus denen er aber etwas ganz anderes macht.“ Jürgen Wertheimer pflichtet bei, dass alle Motive der Todesfuge durch ER vorweggenommen seien, aber auch, „daß jedes dieser Motive in Celans Text eine ungleich größere Dichte, Intensität und Ambivalenz aufscheinen läßt, eben weil Celan (nur er) aus verschiedenen Metaphern des Todes ein konkret auf den Tod hin gerichtetes Zeichensystem entwickelt, das die Totalität der Vernichtung dinghaft werden läßt.“
Barbara Wiedemann, die Herausgeberin der neu kommentierten Gesamtausgabe der Gedichte, betont jedoch in Hinblick auf diese Diskussionen zur Entstehungsgeschichte, dass jeglicher Beweis fehle, „daß das kurz vor Celans Tode erschienene Gedicht Er seines Czernowitzer Alterskollegen Immanuel Weißglas, das einige deutliche Parallelen zur Todesfuge enthält, früher als diese entstanden ist.“
John Felstiner wies darauf hin, dass Celan in jeder Zeile der Todesfuge „Wortmaterial aus der zerbrochenen Welt, von der das Gedicht Zeugnis ablegt“, verwende. Die Bezüge aus Musik, Literatur und Religion reichten vom 1. Buch Mose zu Johann Sebastian Bach, Richard Wagner, Heinrich Heine, dem Tango, Fausts Gretchen („Margarete“) bis zur Jungfrau Sulamith aus dem Hohen Lied. Theo Buck erweitert die Aufzählung noch um die Klagelieder Jeremias, mittelalterliche Totentänze, die Praxis der Meistersinger, Elemente des Barocks, Giacomo Puccini (vergleiche Abschnitt „Ein Mann wohnt im Haus“), Charles Baudelaire, Arthur Rimbaud, Rainer Maria Rilke und Georg Trakl sowie den deutschen Schlager Heimat deine Sterne. Er sieht die intertextuelle Transformation sowie die bittere Parodie als wesentlichen Teil der Ausdrucksform Paul Celans und betont, dass in solchen Zitaten keine Epigonalität liege, vielmehr Celan das Zitat durch seine Verwendung in Frage stelle, die traditionellen Bezüge überprüfe und sie zum Teil aufhebe. Die Auseinandersetzung mit überlieferten Materialien sei ein zentraler Teil des künstlerischen Verfahrens Paul Celans: „Die poetisch umgewandelten ‚Zitate‘ dienen der von ihm angestrebten Verbindung von Konkretheit und Gleichnischarakter. Denn die Arbeit mit übernommenen Sprach- und Bildformeln des Kanons erlaubte dem Autor die nötige Entsubjektivierung des ihn existenziell betreffenden Themas.“ Zusätzlich führt Neumann aus, gelange nur auf den Weg des Zitierens „so auch ‚Schönheit‘ in diesen Text“. Die Rekonstruktion dieser Spuren verhilft nach Felstiner „zur Erkenntnis des Gedichts, das über die ganze sogenannte jüdisch-christliche Kultur sein Verdikt spricht.“

## Rezeption

### Lesung in der Gruppe 47
Celans Todesfuge blieb bis zur Veröffentlichung von Mohn und Gedächtnis im Dezember 1952 in der Öffentlichkeit weitgehend unbekannt. Eine Lesung Celans auf der Tagung der Gruppe 47 im Mai 1952, die auf Vermittlung der Wiener Freunde Ingeborg Bachmann, Milo Dor und Reinhard Federmann zustande gekommen war, wurde zum Misserfolg. Walter Jens erinnerte sich 1976 im Gespräch mit Heinz Ludwig Arnold an die Lesung: „Als Celan zum ersten Mal auftrat, da sagte man: ‚Das kann doch kaum jemand hören!‘, er las sehr pathetisch. Wir haben darüber gelacht, ‚Der liest ja wie Goebbels!‘, sagte einer. […] Die Todesfuge war ja ein Reinfall in der Gruppe! Das war eine völlig andere Welt, da kamen die Neorealisten nicht mit.“ Hans Weigel fügte hinzu, „daß nachher einige Kollegen höhnisch vor sich her skandierten: ‚Schwarze Milch der Frühe …‘“ und Hans Werner Richter kritisiert habe, Celan habe „in einem Singsang vorgelesen wie in einer Synagoge“. Celan selbst kommentierte in einem Brief an seine Frau Gisèle: „Jene also, die die Poesie nicht mögen – sie waren in der Mehrzahl – lehnten sich auf.“ Immerhin wurde bei der Lesung der Cheflektor der Deutschen Verlags-Anstalt auf Celan aufmerksam, worauf diese im Dezember Mohn und Gedächtnis publizierte. Ernst Schnabel veranstaltete nach der Tagung eine Lesung im NWDR.

### Zeitgenössische Rezensionen
Mohn und Gedächtnis erhielt nach dem Erscheinen zwar wohlwollende Rezensionen, die aber mit wenigen Ausnahmen den historischen Hintergrund der Todesfuge übergingen. Vorherrschend waren die Stimmen, die sich auf formale Aspekte konzentrierten und in den Gedichten eine aus dem französischen Surrealismus erwachsene Metaphorik erkennen wollten. Heinz Piontek schrieb über Celan: „Seine Lyrik ist poésie pure, zaubrische Montage, den Bildern Marc Chagalls vergleichbar“. Helmuth de Haas erkannte in der Todesfuge „surrealistische Züge“: „da ist […] Abhub alles Gegenständlichen, der saugende Rhythmus, die romantisierende Metapher, die lyrische Alchimie“. Celan sei „ein Surrealist, der seine Spontaneität kontrolliert und auf die automatische Textur verzichtet.“ Paul Schallück beendete seine Rezension in der Frankfurter Allgemeinen Zeitung mit dem Abdruck der Todesfuge und der Prognose: „Wir aber werden uns […] daran erinnern, daß wir nie zuvor solche Verse gelesen haben.“
Nachdem die Zeitschrift Contemporanul bereits 1947 dem Abdruck der rumänischen Übersetzung die Bemerkung vorausgeschickt hatte, Celans Gedicht beschwöre historische Tatsachen herauf, besang die „(schon berühmt gewordene) Todesfuge“ sieben Jahre später auch für Hans Egon Holthusen „eines der schrecklichsten und bedeutsamsten Ereignisse der jüngsten Geschichte, den massenhaften Verbrennungstod der Juden in deutschen Konzentrationslagern in einer Sprache […], die von der ersten bis zur letzten Zeile wahre und reine Dichtung ist, ohne eine Spur von Reportage, Propaganda und Räsonnement.“ Diese Verwandlung begriff er als eine Form der ästhetischen Vergangenheitsbewältigung: „Trinken ist Sterben als äußerste Selbstverwirklichung, Opfertod, Aufsteigen zu einem ‚Grab in der Luft‘. Mit ganz wenigen einfachen Paradoxien hat Celan ein alle menschliche Fassung sprengendes, alle Grenzen der künstlerischen Einbildungskraft überschreitendes Thema bewältigen können: indem er es ganz ‚leicht‘ gemacht, es in einer träumerischen, überwirklichen, gewissermaßen schon jenseitigen Sprache zum Transzendieren gebracht hat, so daß es der blutigen Schreckenskammer der Geschichte entfliehen kann, um aufzusteigen in den Äther reiner Poesie.“ Mit dieser werkimmanenten Interpretation, die den geschichtlichen Bezug in Celans Gedicht zwar benannte, ihn aber „sogleich in eine transzendentale ästhetische Sphäre“ auflöste, war die zeitgenössische Auslegung des Gedichts wesentlich festgelegt.
Der Celan-Biograf John Felstiner kommentiert diese Interpretation Holthusens und die vorherrschende Rezeption in der Bundesrepublik Deutschland der 1950er Jahre: „Aber was in Celans Gedicht in den Äther stieg, waren die Juden, nicht das Gedicht; nicht Todesfuge wollte der ‚blutigen Schreckenskammer der Geschichte‘ entfliehen, sondern die deutschen Leser des Gedichts. Und so machten sie aus Celans Gedicht eine Apotheose: ‚eines der größten Gedichte für unsere Zeit‘, lobte Holthusen.“
Ute Harbusch unterscheidet drei Positionen in der Auseinandersetzung mit dem Wirklichkeitsgehalt der Bildersprache Celans. Einmal lese man, Celan wende sich gänzlich von der Wirklichkeit ab, ein anderes Mal, er verwandle Wirklichkeit in reine Poesie, und ein drittes Mal, er stelle gerade durch seine nicht-naturalistische Weise des lyrischen Sprechens ein „mimetisches Verhältnis zur Wirklichkeit“ her. Sie sieht darin „Positionen, die nicht allein von der ästhetischen Überzeugung der Autoren abhängig sind, sondern auch von ihrer mehr oder minder ausgeprägten ‚Unfähigkeit zu trauern‘.“

### Adornos Verdikt

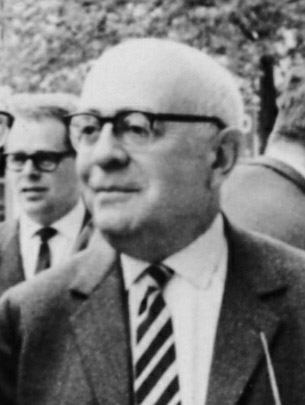
Theodor W. Adorno, hier auf einem Bild 1964, formulierte den Einwand: „Nach Auschwitz ein Gedicht zu schreiben, ist barbarisch“.

Wenige Jahre nachdem Celan seine Todesfuge geschrieben hatte, aber noch bevor sie allgemein bekannt wurde, veröffentlichte Theodor W. Adorno 1951 seinen Aufsatz Kulturkritik und Gesellschaft, in dem er die berühmt gewordene These äußerte: „Nach Auschwitz ein Gedicht zu schreiben, ist barbarisch“. Adornos Diktum begleitete in den folgenden Jahren und Jahrzehnten auch die Aufnahme der Todesfuge; sie wurde laut Ruth Klüger „zum Brennpunkt“ von Adornos Satz. Da es um „die Legitimation ihres eigenen Schreibens, um die Verteidigung des Gedichts“ ging, fühlten sich besonders die Dichter provoziert. Mit Schärfe reagierte Wolfdietrich Schnurre: „Haben die ich-bezogenen Gedichte des Andreas Gryphius den Greueln des Dreißigjährigen Krieges standgehalten oder nicht? Sie haben ihnen ebenso standgehalten, wie Celans Todesfuge den Akten des Frankfurter Auschwitz-Prozesses standhält“. Die menschliche Sprache sei nicht zum Verstummen da, „sie ist zum Sprechen gedacht“.
Celans Beziehung zu Adorno war von einer intensiven Lektüre seiner Schriften bestimmt, so hat er – wie im Celan-Handbuch ausgeführt – Adornos Verdikt für seine Dichtung kritisch rezipiert und sehr genau verfolgt, wie der Philosoph sein missverstandenes Wort später konkretisierte und abmilderte. Am deutlichsten wies Celan Adornos These in seinen Materialien zu Atemwende (1967) von sich: „Was wird hier als Vorstellung von Gedicht unterstellt? Der Dünkel dessen, der sich untersteht hypothetisch-spekulativerweise Auschwitz aus der Nachtigallen- oder Singdrossel-Perspektive zu betrachten oder zu berichten“. Adorno nahm später „unter dem Eindruck vor allem der Holocaust-Lyrik Celans“ sein früheres Verdikt zurück, mit dem Bewusstsein: „Celans Gedichte wollen das äußerste Entsetzen durch Verschweigen sagen“: „Was die Sadisten im Lager ihren Opfern ansagten: morgen wirst du als Rauch aus diesen Schornsteinen in den Himmel dich schlängeln, nennt die Gleichgültigkeit des Lebens jedes Einzelnen, auf welche Geschichte sich hinbewegt […] Das perennierende Leiden hat soviel Recht auf Ausdruck wie der Gemarterte zu brüllen, darum mag falsch gewesen sein, nach Auschwitz ließe sich kein Gedicht mehr schreiben.“
Mit dem Gedichtband Sprachgitter und seiner „depoetisierenden Ästhetik“ reagierte Celan bewusst als Lyriker auf die von Adorno angestoßene Diskussion. Engführung, das Schlussgedicht des Bandes, gilt als „Neuschreibung der ‚Todesfuge‘ mit anderen poetischen Mitteln“ und „Radikalisierung der Todesfuge“. Auch der Begriff „Engführung“ verweist auf das Formprinzip der Fuge. Einzelwörter wie „Stern“ und dreifach wiederholt „Asche“, vor allem aber die Zeilen „keine / Rauchseele steigt und spielt mit“ sind Echos auf die Todesfuge. Sie sind jedoch nicht nur als eine Erinnerung an die Opfer von Auschwitz zu verstehen, sondern beschwören darüber hinaus, wie Celan in einem Brief an Erich Einhorn darlegte, „die Verheerungen der Atombombe“. Nach Kiesel und Stepp tue sich hier durch den „Verzicht auf verbalen Schmuck“ eine Textlandschaft in einer „graueren Sprache“ auf als eine „Landschaft der Verheerung, der Zerstörung und des Todes, aus der fast alle Vokabeln des Schönen verbannt“ sind. Die sprachtheoretische Grundlage dieser neuen Form seines Dichtens findet sich in Celans Antwort auf eine Umfrage der Pariser Librairie Flinker aus dem Jahr 1958: Die Sprache der deutschen Lyrik sei „nüchterner, faktischer geworden, sie misstraut dem ‚Schönen‘, sie versucht, wahr zu sein.“

### Poetologische Diskussionen
Nach Peter Horst Neumann ist die Todesfuge „ein wichtiges Element der politischen Geistesgeschichte der Bundesrepublik“ Deutschland. Dieter Lamping erinnert daran, dass das Gedicht bis heute (1998) unterschiedlicher ästhetischer, moralischer und historischer Kritik ausgesetzt sei. So bemängelte Rolf Hochhuth aus der Perspektive eines Dramatikers des dokumentarischen Theaters im Vorwort zum fünften Akt seines Schauspiels Der Stellvertreter, Celan habe „die Vergasung der Juden völlig in Metaphern übersetzt“, welche die Realität zur Legende und zum apokalyptischen Märchen poetisierten. Dagegen stellt Lamping fest, der Erfolg der Todesfuge sei nicht nur, „wie oft geargwöhnt wird, in ihrer Suggestivität und problematischen Musikalität, sondern auch in ihrer poetischen Radikalität begründet.“
Walter Müller-Seidel verweist in seiner Veröffentlichung Probleme der literarischen Wertung (1965) auf die für manche Kritiker unüberbrückbare Kluft zwischen der vorliegenden Unmenschlichkeit einerseits und den Ansprüchen und Möglichkeiten der Kunst andererseits. In seinen grundsätzlichen Überlegungen zu der Frage: „Darf Kunst noch sein, wenn es Unmenschlichkeit in solchen Ausmaßen gibt?“ bezieht er sich explizit auf Reinhard Baumgart, der 1965 im Merkur Adornos Einwand gegen Celans Todesfuge konkretisiert hatte: „Celans ‚Todesfuge‘ etwa und ihre Motive […], durchkomponiert in raffinierter Partitur – bewies es nicht schon zuviel Genuß an Kunst, an der durch sie wieder ‚schön‘ gewordenen Verzweiflung?“ Hingegen – so Müller-Seidel – habe man die Klangschönheit des Gedichts missverstanden, wenn „im Hören des schönen Klanges das Schauerliche“ nicht mitgedacht werde. Denen, die Celans Gedicht zu schön fänden, dürfe man antworten, „ein Gedicht – auch ein modernes – kann gar nicht schön genug sein, wenn es nur nichts beschönigt“. Von jeder Beschönigung aber sei Celans Todesfuge weit entfernt. Um die Schönheit von Celans Todesfuge zu rechtfertigen, schließt sich Lamping der Wertung Neumanns an: „Das Gedicht“, so behauptet er, „hat den makabersten Kunstgenuß zu seinem Thema. Wessen? ‚Des Meisters aus Deutschland‘. – Hier wird kein geschichtliches Grauen beschönigt: Vielmehr werden das historisch Schöne, die Kunst der Fuge und mit ihnen Celans Gedicht in eins gesetzt mit dem Grauen: nicht als Schönheit des Grauens, sondern als ein Greuel der Schönheit.“

### Todesfugeund Holocaust-Lyrik
Die Todesfuge dient als zentrales Beispiel zur thematischen und formalen Klärung des Begriffs „Holocaust-Lyrik“ im Sinne einer Poetik. Nach Lamping steht die „Hinwendung zu den Opfern“ im Zentrum der Merkmale. Als „ein Zeichen des besonderen humanen Engagements“ dieser Lyrik gilt das pluralistische Sprechen aus der Wir-Perspektive im „Kanon jüdischer Stimmen vor dem Verstummen“. Vor allem die künstlerisch anspruchsvollen Beispiele jüdischer Dichter zielen auf eine Identifikation mit den Opfern. Als Rollengedichte aus der Opfer-Perspektive, als Gerettete oder Entkommene beklagen sie das „Verschulden der (Mit)Menschlichkeit“. Lamping spricht in diesem Zusammenhang von „poetischer Trauerarbeit“ und einem „poetischen Gericht“. Neben der pronominalen Äußerungsform in Gegensatzpaaren, zum Beispiel von „wir“ und „er“, sowie anderen Oppositionen (zum Beispiel goldenes Haar–aschenes Haar, Margarete–Sulamith, Tote–Lebende, die Welt außerhalb–die Welt innerhalb der Vernichtungslager) und Negationen prägen vor allem die Formen der Verfremdung, besonders durch „kühne Metaphorik“, den Stil. Sie kombinieren Sprachzeichen aus dem Bereich von Tod und Zerstörung mit solchen aus der Welt der Geborgenheit und des Heilen. „Gemeinsam ist Metaphern dieser Art, daß sie die Totalität der Zerstörung, die Allgegenwärtigkeit und Allumfassenheit des (Vernichtungs-)Todes zeigen“. Auch eine sich auflösende oder „beschädigte“ Syntax und Versgliederung sowie die Verstümmelung von Wörtern sind typische Mittel, sich der grauenhaften Wirklichkeit des Vernichtungstodes zu nähern. „Stichpunkte“ zur Wirkung von Holocaust-Lyrik, die Lamping aus den Äußerungen Adornos gewonnen hat, sind: „‚Schock‘ durch Hermetisierung; ‚Scham‘ angesichts des Leids; ‚äußerstes Entsetzen‘, das durch Verschweigen ausgedrückt wird“.
Die genannten Stil- und Formmerkmale stehen im Gegensatz zu Forderungen nach einer kargen, realistischen Sprache, wie sie etwa von Gert Mattenklott erhoben wurde: „Angemessen wäre 1945 wohl eine äußerste Ausnüchterung der poetischen Sprache gewesen“. Die gefundene Sprache der Todesfuge und weiterer Holocaust-Gedichte vor allem jüdischer Herkunft ersetzt dagegen „das literaturhistorische Paradigma der Mimesis, der abbildgenauen Wiedergabe von Realität, durch das Paradigma der Deixis, des Hinführens auf das Unsagbare“.

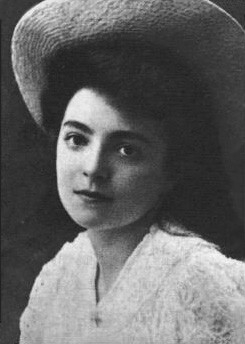
Nelly Sachs, hier auf einem Bild von 1910

Lamping setzt sich mit weiteren Beispielen künstlerisch anspruchsvoller Holocaust-Lyrik von internationalem Rang auseinander, wobei er immer wieder die Todesfuge als typologischen Vergleich heranzieht. Die Stil- und Formmerkmale können im Einzelnen variieren, kontrastieren oder verschärft sein, sie sind jedoch immer eingebunden in die Thematik der Erinnerung an die Toten oder der Klage um sie. Realistischere Akzente als Celans Todesfuge setzen Gedichte, deren Titel Namen der Vernichtungsstätten nennen oder die sich der Perspektive eines konkreten Sprechers statt des chorischen „Wirs“ bedienen. Manche Werke beginnen schon mit Negationen, wie Richard Exners Text mit dem verstümmelten Titel Dtschld, dessen erstes Wort „Nein“ ist, andere enden betont mit Negationen wie Różewicz’ Posthume Rehabilitierung: „die toten werden uns nicht rehabilitieren“. Laut Lamping hat die Holocaust-Lyrik grundsätzlich eine formale und sprachliche Möglichkeit gefunden, „dem Leiden (vielleicht mehr als den Leidenden) eine Stimme“ zu leihen, und sich dabei „künstlerisch und moralisch ebenso sensibel wie radikal gezeigt“.
Im Einzelnen nennt Lamping neben der Todesfuge:
- Paul Celan: Chymisch
- Nelly Sachs’ Zyklus: In den Wohnungen des Todes
- Michael Hamburger: Treblinka
- Randall Jarrell: A Camp in the Prussian Forest
- Jewgenij Jewtuschenko: Babij Jar
- Tadeusz Różewicz: Posthume Rehabilitierung
- Czesław Miłosz: Armer Christ sieht das Ghetto
- Richard Exner: Dtschld

Das Shoah Recource Center Yad Vashem misst der Holocaust-Dichtung einen unschätzbaren pädagogischen Wert bei. Als eines der wirkungsstärksten Gedichte über die Vernichtung der Juden in Konzentrationslagern fand die Todesfuge neben anderen Gedichten aus vielen Ländern Eingang in das Educational and E-Learning Programm von Yad Vashem.

### Wirkungsgeschichte
Nachdem die Todesfuge in zahlreichen Schulbüchern und Anthologien Aufnahme gefunden hatte und nach Celans eigener Ansicht „lesebuchreif gedroschen“ worden war, wehrte sich der Autor schließlich selbst dagegen, dass sie für Schulbücher und Gedenkstunden genutzt wurde, und las sie nicht mehr öffentlich. Otto Pöggeler urteilt: „Das Gedicht sollte nicht zum billigen Alibi für fehlende eigene Bemühungen um Herkunft und Vergangenheit werden.“ Als Hans Mayer allerdings das spätere Gedicht Engführung als Korrektiv und Zurücknahme der Todesfuge wertete, erklärte Celan: „Ich nehme nie ein Gedicht zurück, lieber Hans Mayer.“

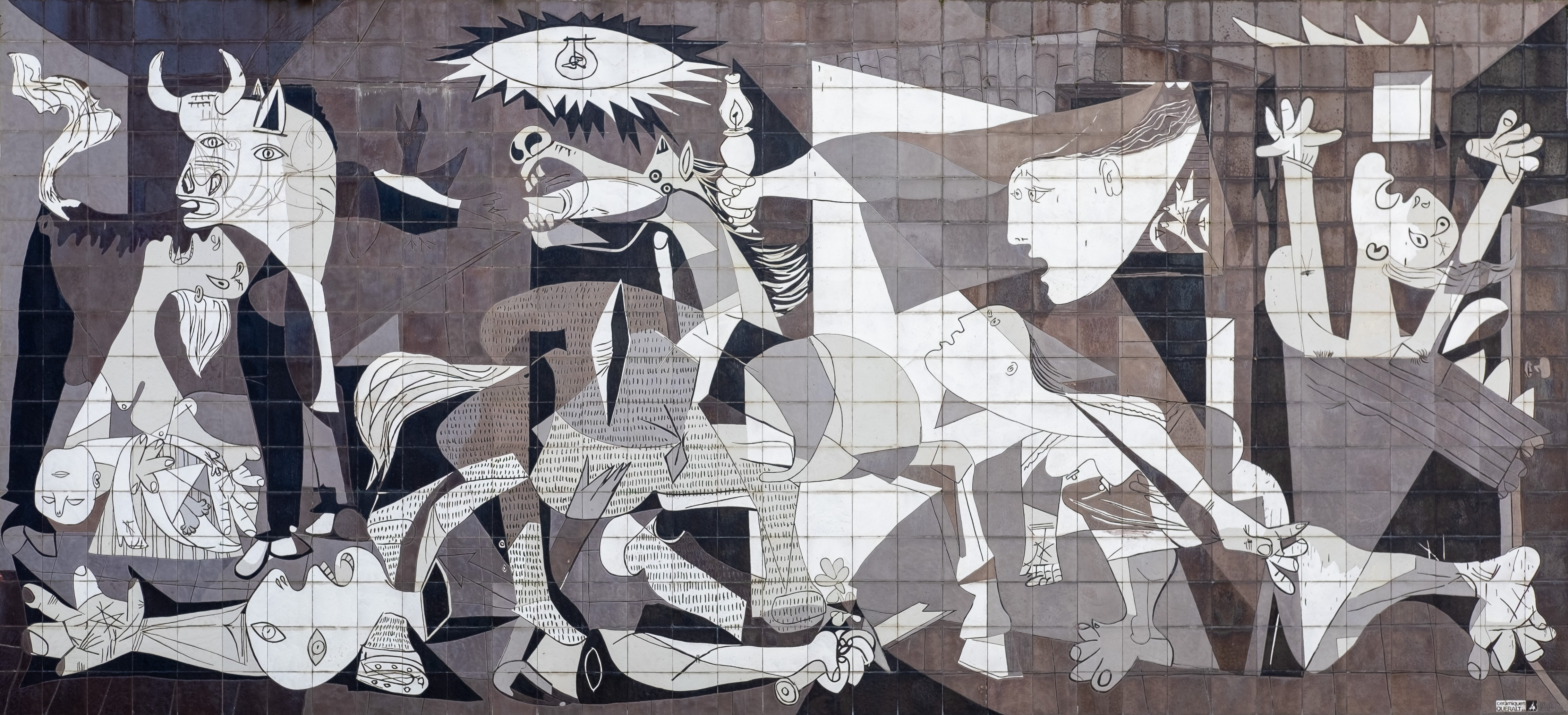
Picassos Guernica, Nachbildung als Wandbild in der Stadt Gernika

Die Bedeutung des Gedichts war auch nach Celans Tod ungebrochen. Die Todesfuge wurde nicht nur das „bekannteste Beispiel für Holocaust-Dichtung“, sondern für Winfried Freund zu „dem berühmtesten Gedicht der klassischen Moderne“ überhaupt. Der Celan-Biograf Wolfgang Emmerich wertet: „Seine Todesfuge ist ein, ja vielleicht das Jahrhundertgedicht“, und sein Kollege John Felstiner nennt die Todesfuge das „Guernica der europäischen Nachkriegsliteratur“. Sie habe „mehr leidenschaftliche Beachtung gefunden als irgendein anderes Gedicht, das im Krieg entstand“ und sei „selbst zu einem Akteur der Geschichte geworden“: „kein Gedicht hat das Elend seiner Zeit so radikal zur Sprache gebracht wie dieses“.
Peter Härtling schränkte im Hinblick auf Adornos These 1967 ein: „Nach Auschwitz sind Gedichte geschrieben worden, über Auschwitz nicht; auch Celans Todesfuge paraphrasiert nur unvergleichlich das Echo der Todesschreie. Den Mord macht sie nicht sichtbar. Wir haben keine Poetik gefunden, die das Entsetzen unserer Zeitgenossenschaft reflektiert.“ Im Nachwort zu seiner Anthologie »Beständig ist das leicht Verletzliche« erläutert Wulf Kirsten, dass seine Auswahl auf Todesfuge, das „wichtigste und folgenreichste Gedicht der Epoche (Harald Hartung)“, stufenförmig zulaufe und mit ihm abbreche. Gleichzeitig stehe es „am Anfang einer Nach-Arbeit verbal zu bewältigender Geschichte und einer ‚Trauerarbeit‘, die niemals zu bewältigen sein wird.“ Ruth Klüger stellt zum Abschluss ihrer Interpretation lapidar fest: „Die ‚Todesfuge‘ hat sich bewährt. Nach Aristoteles’ Definition bewirkt tragische Kunst Läuterung durch Furcht und Mitleid, besser übersetzt als Jammer und Schrecken, und das macht die Vergangenheit, die wir mit uns tragen, ein wenig erträglicher.“

## Adaptionen

### Vortrag
Durch ihre musikalischen Strukturen eignet sich die Todesfuge besonders für den Vortrag. Es existiert eine Aufnahme von Celan selbst, die im Verlag Günther Neske innerhalb der Sprechplattenedition Lyrik der Zeit erschien. Später verweigerte Celan allerdings Lesungen seines Gedichts, und 1970, befragt zu einer Vertonung, antwortete er: „Dieses Gedicht muß jetzt lange, lange noch ganz bei sich bleiben. Ich selbst lese es auch nicht mehr öffentlich.“
Im Deutschen Bundestag trug Ida Ehre die Todesfuge unmittelbar vor Philipp Jenningers Rede am 10. November 1988 zum 50. Jahresgedenken der Novemberpogrome 1938 vor, in deren Folge der deutsche Bundestagspräsident zurücktrat. Die negative Wirkung seiner Rede führte Jenninger im Nachhinein auch auf ihren Anschluss an Ehres Rezitation zurück, die „sehr bewegend“ gewesen sei: „Es war wohl nicht die ideale Einstimmung für einen nüchternen historischen Vortrag.“

#### Epische Szenen
Die ästhetische Wirkung der Todesfuge wurde in den Prosawerken von Marie Luise Kaschnitz, Heinz Piontek und Hermann Lenz thematisiert, in denen Celan als literarische Figur auftritt. Er erscheint durchwegs als „ein Mensch von charismatischer Ausstrahlung“ und Fremdling. Die jeweiligen autobiografischen Hintergründe dieser Prosa und das literarische Leben der Zeit lassen sich durch authentische Aufzeichnungen wie Tagebucheintragungen und Briefwechsel mit Kommentaren verifizieren.
Marie Luise Kaschnitz’ Erzählung Die Abreise entstand 1950. Sie ist ein Reflex auf die Gespräche mit Celan anlässlich eines internationalen Schriftstellertreffens im Oktober 1948 in der Abtei von Royaumont. Im Labyrinth einer surrealen Traumerzählung begegnet die herumirrende Seele der Icherzählerin dem jungen „Dichter aus dem Osten“. Er, „der Heimatlose mit dem ruhigen, schwermütigen Blick“, bittet sie, noch nicht abzureisen: „Warten Sie, bis ich Ihnen vorgelesen habe, meine Todesfuge, dein goldenes Haar Margarete, dein aschenes Haar, Sulamith!“
Heinz Piontek ließ in seinem Roman Dichterleben von 1976, in dem die literarische Szene im München der 50er Jahre gefasst ist, die Hauptfigur Reichsfelder in einem Café auf Celan treffen. Der sich verfolgt, als „Wild“ fühlende Dichter versichert ihm, dass die Todesfuge in der Tradition der deutschen Totentanzgedichte stehe, der Vers beziehe sich auf ein Gedicht aus dem 16. Jahrhundert, in dem der Tod als Meister angeredet werde. Das literarische Gespräch der Szene zwischen der fiktiven Figur des Romans und der realen Figur Celan steht ganz im Bann dessen, den das „Air der Auserwählten“ umgibt.
Eine „besonders anrührende Celan-Darstellung“ schuf Hermann Lenz im fünften seiner autobiografischen Romane Ein Fremdling in der Figur des Dichters „Jakob Stern“. Auf breitem Raum widmet sich der Roman dem tiefen ästhetischen Einverständnis und der Freundschaft zwischen Eugen und Jakob und zwischen seiner „halbjüdischen“ Frau Hanne und dem jüdischen Dichter. „Von Stern“ – so heißt es – „ging eine Strahlungskraft aus; von ihm und seinen Versen“. In den Gedanken Hannes verbindet sich der Nachhall der gelesenen „Todesfuge“ mit dem Porträt des Dichters: Sie dachte „an das große Gedicht, das sie von ihm gelesen hatte, und wunderte sich, weil er kein hochgewachsener Mann mit kühn zerrissenem Gesicht war, wie sie sich ihn beim Lesen vorgestellt hatte. Statt dessen sah er so aus, wie einer, den man früher kultiviert oder verfeinert genannt hätte; und eigentlich paßte der auch nicht in diese Gegenwart“.

#### Verszeilen als Zitate

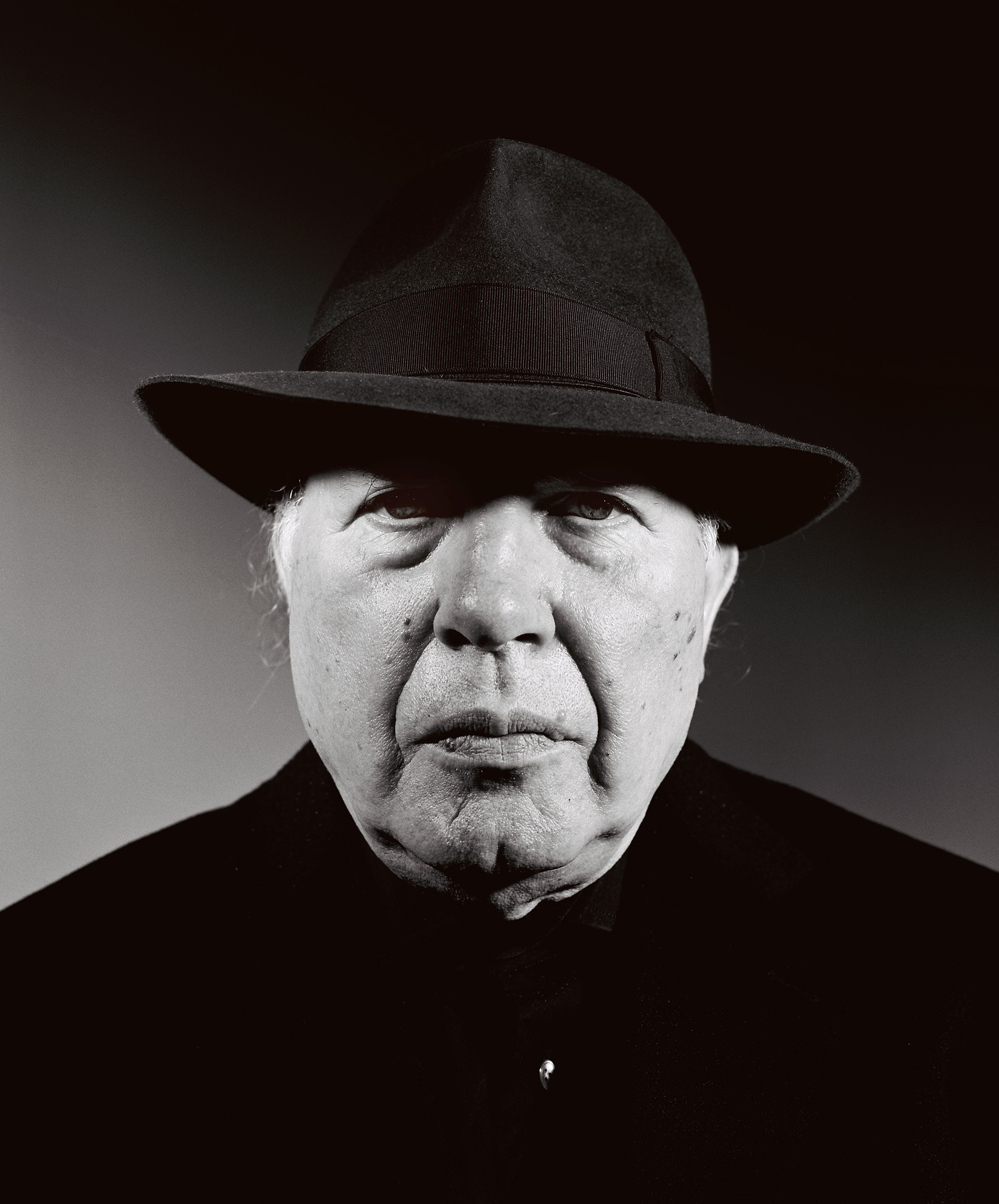
Imre Kertész

Imre Kertész nahm in seinem Romanmonolog Kaddisch für ein nicht geborenes Kind das Motiv des Wolkengrabes als Leitmotiv auf und entfaltete die Zitate aus der Todesfuge zu einem Bekenntnis über sein Schreiben nach der Shoa. Als Schriftsteller sieht der Erzähler dieses Totengebets sein Anliegen darin, seine Absage, nach Auschwitz Leben zu zeugen und weiterzugeben, zu reflektieren. Seine Aufgabe als Überlebender sei im Grunde nichts anderes als ein Weiterschaufeln am Wolkengrab, das ebenso Schauplatz der Erlösung wie der Verdammnis sei: „Wolkengrab: das Buch, das die endlose Namensliste der Toten und der nie Geborenen enthält“. Dazu müsse der Erzähler hinaufblicken in die Wolken, in die er sein Grab mit dem Kugelschreiber schaufle, „fleißig wie ein Zwangsarbeiter, den man Tag für Tag hervorpfeift, daß er den Spaten tiefer steche, daß er die Geige dunkler streiche und süßer spiele den Tod“.
Tadeusz Różewicz widmete sein Gedichtporträt Der Tod ist ein Meister aus Deutschland dem Andenken Paul Celans. Es trägt den Untertitel „Was aber bleibt vom Dichter in dürftiger Zeit“. Auch der polnische Originaltext hat den programmatischen deutschsprachigen Titel, der im Gedicht zweimal kursiv wiederholt wird. Das Zitat begleitet das Treffen Celans mit Martin Heidegger.
Karl Ove Knausgård zitiert das Gedicht in Träumen, dem fünften Band seines autobiografischen Romanprojekts Min Kamp, in voller Länge. Knausgård ist zum Zeitpunkt in der Erzählung 20 Jahre alt und studiert an der Akademie für Schreibkunst in Bergen, er beschreibt das Gedicht als „düster und hypnotisch und schrecklich“ sowie als „[…] fantastisch. Absolut einzigartig. Besser als alles, was ich je gelesen habe.“

### Musik
Neben Bertolt Brecht wurde Paul Celan zum „meistvertonten Lyriker des 20. Jahrhunderts“. Nach Hartmut Lück fühlten sich gerade Musiker durch musikalische Titel wie Todesfuge oder Engführung besonders herausgefordert, aber nicht minder durch die „tiefbewegende sprachliche Kraft, mit der Celan, selbst eher zufällig dem Holocaust entronnen, das Thema der Judenverfolgung in lyrische Bilder presste“. Bis 1991 entstanden zehn Kompositionen auf Basis der Todesfuge. Die Gema-Datenbank verzeichnete im Jahr 2010 35 Titel.
Der später ausgebürgerte DDR-Komponist Tilo Medek vertonte das Gedicht in den 1960er Jahren als Werk für Sopran und sechzehnstimmigen Chor, das international beachtet und ausgezeichnet wurde. 1972 entstand eine weitere Vertonung der Todesfuge für gemischten Chor mit Bariton solo und Orgel von Hans-Jürgen von Bose, der dieses Werk seinem 1934 wegen oppositioneller Betätigung von der SS ermordeten Großvater Herbert von Bose widmete.
Für Peter Ruzicka, den Komponisten der Oper Celan. Musiktheater in sieben Entwürfen (Libretto Peter Mussbach, 2000), steht die Lyrik Celans im Zentrum seines Schaffens. Die Todesfuge für Singstimme, Sprecher, Kammerensemble und Tonband (1969/70) des damals zwanzigjährigen Künstlers prägte den Beginn seiner musikalischen Auseinandersetzung mit Celans Werk. Im Brief vom 7. Juli 1955 wiesen Hanne und Hermann Lenz Paul Celan auf die Vertonung der Todesfuge durch Wilhelm Keller hin. Eine spätere Bearbeitung für fünf Männerstimmen findet sich zusammen mit weiteren Gedichten Celans und anderer Autoren in seiner Klang- und Vokalkomposition Carmina Humana. Sie wurde im Juni 1994 durch das Ensemble Singer Pur beim Deutschen Musikwettbewerb in Bonn uraufgeführt.
In England wurden Celans Gedichte von Harrison Birtwistle vertont. In der Komposition Pulse Shadows. Meditations on Paul Celan for soprano, string quartet and ensemble (1996) wird einem neunsätzigen Liederzyklus von Gedichten ein weiterer neunsätziger Instrumentalzyklus gegenübergestellt, der die Texte reflektierend meditiert. Nur der erste und der letzte Satz des 18-sätzigen Zyklus sind mit der Singstimme direkt verklammert. Birtwistle sah die Komposition als einen Architekturfries, dessen einzelne Klangblöcke sich aufeinander beziehen. Im vorletzten Fries, der Todesfuge, verzichtete Birtwistle gänzlich auf die Singstimme und lässt das Quartett stattdessen eine zersplitterte Fuge spielen.
Auch in der neueren Unterhaltungsmusik wurden Passagen der Todesfuge verwendet, so z. B. in Der Tod ist ein Meister aus Deutschland von Some more crime aus den frühen 90er Jahren sowie von der Punkband Slime im gleichnamigen Song.

### Bildende Kunst
Die Bildkraft der Dichtung Celans ist für Theo Buck ein Grund dafür, dass sich bildende Künstler mit seiner Lyrik auseinandersetzen und die Sprache ihrer Bilder aus den Sprachbildern des Lyrikers entwickeln. Das „bildnerische Nachdenken“ über die Leitmotive des Gedichts weite den Spielraum der Interpretationen, weil es auf den Text zurückwirke, ganz im Sinne einer Formulierung Franz Mons: „Text wird Bild wird Text“. In zahlreichen dieser Werke werden „Schriftzitate oder schriftähnliche Zeichen“ so aufgenommen, dass sie „zum integrierten Bestandteil der Bildkompositionen“ werden. Das gilt in besonderem Maße für die Todesfuge, wenn Künstler wie László Lakner oder Anselm Kiefer die „Kristallisationsmetaphern des Celanschen Gedichts“ aufgreifen und den Bildern als Zitat wortwörtlich einschreiben. So legte László Lakner im Rahmen seines in den achtziger Jahren entstandenen Zyklus „Rezitationen“ eine Reihe von vier großformatigen Bildern über das Thema „Schwarze Milch“ vor, in denen das Zitat dieser Leitmetapher auf den farbigen Malgrund der gesamten Fläche aufgesprüht wurde.
Das Celan-Handbuch führt das Werk Anselm Kiefers als das „prominenteste künstlerische Oeuvre“ zu Celans Texten an, das „in weiten Teilen“ von der Todesfuge ausgehe. Kiefer hat sich zwischen 1980 und 1983 im Rahmen seiner Auseinandersetzung mit den Mythen der deutschen Geschichte, insbesondere denen des Faschismus, intensiv mit Celans Gedicht befasst. So bildet der Ausstellungskatalog des Folkwang Museums Essen (1982) zu den allegorischen Frauenfiguren der Schlussverse 15 Margarethe- und 9 Sulamith-Gemälde ab. Kiefer entwickelte seine Bildserie aus der nackten Frauenfigur mit überdimensionalem Haarkleid, die einer düsteren Zivilisationslandschaft ausgesetzt ist, hin zu einer apokalyptischen Landschaft verwüsteter und verbrannter Felder, in der nur noch ein gebogener Strang aus aufgeklebtem gelben Stroh an das goldene Haar Margarethes oder den Umriss einer zerbrochenen Mandorla erinnert. Parallel zu dieser Strohcollage ist häufig ein großer schwarzer Schattenbogen gemalt. Diese „Präsenz des Schwarz“ ist „als eine indirekte Anwesenheit Sulamiths“ interpretiert worden, zumal sich auch umgekehrt Stroh in der Malmaterie der Sulamith-Bilder findet. In diesen Adaptionen erinnern dichte diagonale schwarz-weiß-graue Schraffuren des Haares auf einer eingeschwärzten Landschaft an die Vernichtung der jüdischen Sulamith.
Aus dem Jahr 1990 stammen zwei Blei-Bücher mit dem Titel Sulamith. Als reliefartige Bildträger dienten diesmal großformatige gelötete, farbig schillernde Bleiplatten, auf denen eine menschliche Haarlocke und Asche fixiert sind. Die konkreten Materialien und der eingravierte Name „Sulamith“ sind nach Buck „die einzigen ‚Realien‘ der ästhetischen Konstruktion“. Diese materiale Basis stelle einen Reflex der nationalsozialistischen Judenvernichtung dar. Mit dem Relikt des Frauenhaars und Aschespuren zitiert Kiefer nicht nur den Schlussvers „Dein aschenes Haar Sulamith“, er interpretiert ihn auch als Reliquie des Gedenkens.
Das Werk Sulamith von 1983 reduziert das Gedicht auf sein letztes Wort. Außerhalb des Gesichtsfeldes ist links oben im Bild eines nahezu lichtlosen Innenraums mit winzigen weißen Schriftzeichen der Name „Sulamith“ eingekratzt. Die Architekturlinien des Gewölbes und die Perspektive der Bodenplatten laufen auf die siebenfältigen Flammen der Menorah eines kleinen „Altars“ im Hintergrund zu. Das Gemälde ist einer für die Gräber deutscher Kriegshelden des „Oberkommandos des Heeres“ von Wilhelm Kreis geplanten Krypta nachempfunden. „Sulamith“ ist jedoch nicht eine „Randerinnerung“, sondern der symbolische Beginn einer imaginären Liste von Opfern: der Beginn eines Totenbuches, etwa wie in der Gedenkstätte Yad Vashem in Jerusalem. Nach Buck demontiert Kiefer mit dieser Version „Nazi-Heldengruft“ und „Heldenehrung“ und verwandelt den Ort in eine „Schädelstätte“. In der Aussparung der Sulamith-Figur offenbare sich ihr Leiden in letzter Konsequenz.
Von der Münchner Künstlerin Beate Passow stammt die Installation Ein Mann wohnt im Haus.

### Kulturelle Verweise

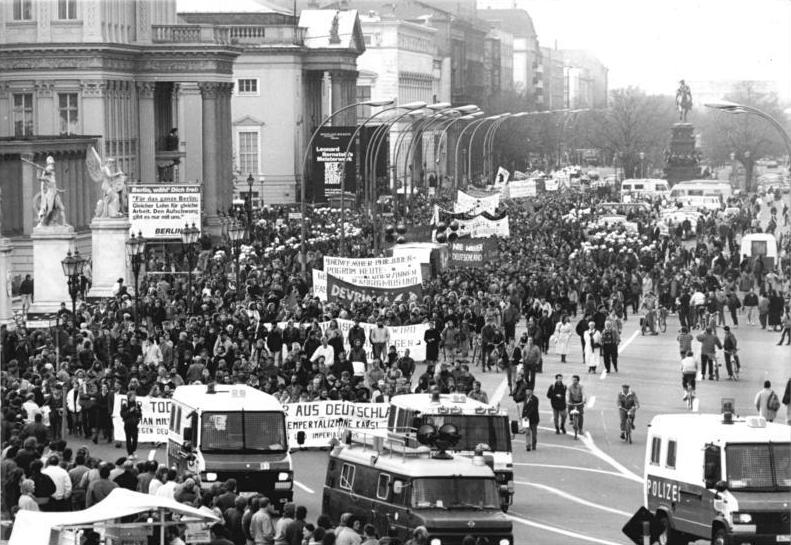
Banner „Der Tod ist ein Meister aus Deutschland“ auf der gleichnamigen Demonstration nach der Wiedervereinigung am 3. November 1990 auf der Straße Unter den Linden in Berlin

Nach Claus-Michael Ort wurde kein anderes deutschsprachiges Gedicht aus der Nachkriegszeit in einem vergleichbaren Umfang Teil einer öffentlichen Kanonisierung, die es als Ganzes sowie einzelne Bildformeln zum sprachlichen Ausdruck des Holocausts erhob. Metaphern wie „Der Tod ist ein Meister aus Deutschland“ oder „Dein aschenes Haar Sulamith“ wurden zu Titeln von Dokumentationen und Anthologien. So betitelten Lea Rosh und Eberhard Jäckel ihre 1990 entstandene Dokumentation über die Ermordung der europäischen Juden Der Tod ist ein Meister aus Deutschland. Die Berliner Nie-wieder-Deutschland-Demonstration am 3. November 1990 trug das Motto „Der Tod ist ein Meister aus Deutschland“. Die Punkband Slime bezog sich in ihrem gleichnamigen Titel 1994 auf Celans Gedicht. Rüdiger Safranski nannte seine Biografie über Martin Heidegger Ein Meister aus Deutschland. Im Vorwort erläutert er das Titelzitat: Der Denker aus der Schule des Mystikers Meister Eckhart habe „durch seinen politischen Umtrieb auch etwas von jenem ‚Meister aus Deutschland‘, von dem in Paul Celans Gedicht die Rede ist.“ Der Sammelband Deutsche Geschichte nach 1945 lässt die Todesfuge unmittelbar auf das Foto von Willy Brandts Kniefall von Warschau vor dem Ehrenmal der Helden des Ghettos folgen. 1987 drehte der Schriftsteller und Filmemacher Frieder Schuller in Rumänien den Spielfilm Im Süden meiner Seel, der die Entstehung des Gedichts Todesfuge sowie die Bukarester Jahre Paul Celans zum Thema hat.

### Ausgaben
- Der Sand aus den Urnen. A. Sexl, Wien 1948.
- Mohn und Gedächtnis. Deutsche Verlags-Anstalt, Stuttgart 1952.
- Der Sand aus den Urnen. Mohn und Gedächtnis. Herausgegeben von Andreas Lohr unter Mitarbeit von Holger Gehle in Verbindung mit Rolf Bücher. Suhrkamp, Frankfurt am Main 2003 (= Paul Celan: Werke. Historisch-kritische Ausgabe, I. Abteilung, 2./3. Band).
- Todesfuge. Mit einem Kommentar von Theo Buck. 2. Aufl. Rimbaud, Aachen 2002, ISBN 3-89086-795-2.
- Die Gedichte – Kommentierte Gesamtausgabe in einem Band. Hrsg. und kommentiert von Barbara Wiedemann. Suhrkamp Verlag, Frankfurt am Main 2003, ISBN 3-518-41390-2; TB-Ausg.: 2005, ISBN 3-518-45665-2.

### Sekundärliteratur
Textinterpretationen
- Alwin Binder: Die Meister aus Deutschland. Zu Paul Celans Todesfuge. In: Germanica. 21 [Von Celan bis Grünbein. Zur Situation der deutschen Lyrik im ausgehenden zwanzigsten Jahrhundert.] 1997. S. 51–71.
- Theo Buck: Paul Celan: „Todesfuge“. In: Hans-Michael Speier (Hrsg.): Gedichte von Paul Celan. Reclam, Stuttgart 2002, ISBN 3-15-017518-6, S. 9–27.
  - dsb.: Die „Todesfuge“ oder Lyrik nach Auschwitz. In: Muttersprache, Mördersprache. Celan-Studien 1. Rimbaud, Aachen 1993, ISBN 3-89086-917-3, S. 55–92.
  - dsb.: Todesfuge. Kommentar Theo Buck; 5 Gouachen von K. O. Götz. Rimbaud, Aachen 1999 Reihe: Texte aus der Bukowina, Bd. 7, ISBN 3-89086-795-2.
- Wolfgang Emmerich: Paul Celans Weg vom „schönen Gedicht“ zur „graueren Sprache“. Die windschiefe Rezeption der „Todesfuge“ und ihre Folgen. In: Hans Henning Hahn, Jens Stüben (Hrsg.): Jüdische Autoren Ostmitteleuropas im 20. Jahrhundert. Frankfurt am Main 2000, S. 359–383.
- Jean Firges: „Den Acheron durchquert ich …“ Einführung in die Lyrik Paul Celans. Vier Motivkreise der Lyrik Paul Celans: die Reise, der Tod, der Traum, die Melancholie. Stauffenburg, Tübingen 1998, ISBN 3-86057-067-6, S. 85–96.
  - gestraffte Fassung: Paul Celan: Die beiden Türen der Welt. Gedichtinterpretationen (= Exemplarische Reihe Literatur und Philosophie. 3). Sonnenberg, Annweiler 2001, ISBN 3-933264-06-5, S. 24–33.
  - Wurde die „Todesfuge“ Paul Celan zum Verhängnis? In Bruno Kartheuser (Hrsg.): Kraut und Pflaster. Zum 25. Geburtstag der Literaturzeitschrift Krautgarten. Edition Krautgarten, St. Vith 2007, ISBN 2-87316-026-8, S. 31–37.
- John Felstiner: Paul Celan. Eine Biographie. C. H. Beck, München 2000, ISBN 3-406-45919-6.
- Heinz Forster, Paul Riegel: Die Nachkriegszeit 1945–1968. Deutsche Literaturgeschichte. Bd. 11. dtv, München 1995, ISBN 3-423-03351-7, S. 405–422.
- Eric Horn: Lyrik nach Auschwitz. Paul Celans „Todesfuge“. In: Gerhard Rupp (Hrsg.): Klassiker der deutschen Literatur. Epochen-Signaturen von der Aufklärung bis zur Gegenwart. Königshausen & Neumann, Würzburg 1999, ISBN 3-8260-1517-7, S. 251–271.
- Wilfried Ihrig: Celans Todesfuge im Unland. In: Ders.: Paul Celan und … Berlin 2019, ISBN 978-3-7485-5229-1, S. 69–81.
- Helmuth Kiesel, Cordula Stepp: Paul Celans Schreckensmusik. In: Udo Bermbach, Hans Rudolf Vaget (Hrsg.): Getauft auf Musik. Festschrift für Dieter Borchmeyer. Königshausen & Neumann, Würzburg 2006, ISBN 3-8260-3398-1, S. 115–131.
- Ruth Klüger: Paul Celan: Die Todesfuge. In dsb.: Gemalte Fensterscheiben. Über Lyrik. Wallstein, Göttingen 2007, ISBN 978-3-89244-490-9, S. 127–139.
- Lech Kolago: Paul Celan: Todesfuge. In: Musikalische Formen und Strukturen in der deutschsprachigen Literatur des 20. Jahrhunderts. Müller-Speiser, Anif 1997, ISBN 3-85145-040-X, S. 201–208.
- Dieter Lamping: Von Kafka bis Celan. Jüdischer Diskurs in der deutschen Literatur des 20. Jahrhunderts. Vandenhoeck & Ruprecht, Göttingen 1998, ISBN 3-525-01221-7, S. 99–112.
  - dsb.: Gedichte nach Auschwitz, über Auschwitz. In: Poesie der Apokalypse. Herausgegeben von Gerhard R. Kaiser, Königshausen & Neumann, Würzburg 1991, ISBN 3-88479-570-8, S. 237–255.
  - dsb.: Sind Gedichte über Auschwitz barbarisch? Über die Humanität der Holocaust-Lyrik. In: dsb.: Literatur und Theorie. Über poetologische Probleme der Moderne. Vandenhoeck & Ruprecht, Göttingen 1998, ISBN 3-525-01217-9, S. 100–118.
- Otto Lorenz: Gedichte nach Auschwitz oder Die Perspektive der Opfer. In: Bestandsaufnahme Gegenwartsliteratur. Herausgegeben von Heinz Ludwig Arnold. edition text+kritik, München 1988, ISBN 3-88377-284-4, S. 35–53.
- Wolfgang Menzel: Celans Gedicht „Todesfuge“. Das Paradoxon einer Fuge über den Tod in Auschwitz. In: Germanisch-Romanische Monatsschrift, Neue Folge 18, 1968, S. 431–447.
- Peter Horst Neumann: Schönheit des Grauens oder Greuel der Schönheit? In: Geschichte im Gedicht. Texte und Interpretationen. Hrsg. von Walter Hinck. Suhrkamp, Frankfurt am Main 1979 (= edition suhrkamp 721), ISBN 3-518-10721-6, S. 229–237.
- Thomas Sparr: Zeit der Todesfuge. Rezeption der Lyrik von Nelly Sachs und Paul Celan. In: Stephan Braese, Holger Gehle, Doron Kiesel, Hanno Loewy (Hrsg.): Deutsche Nachkriegsliteratur und der Holocaust. Campus Verlag, Frankfurt/New York 1998, ISBN 3-593-36092-6, S. 43–52.
- Thomas Sparr: Todesfuge – Biographie eines Gedichts. DVA, München 2020, ISBN 978-3-421-04787-8.
- Heinrich Stiehler: Die Zeit der Todesfuge. Zu den Anfängen Paul Celans. In: Akzente, Heft 1 (1972), S. 11–40.

Celans Todesfuge in der zeitgenössischen Musik
- Robert Adlington: In the Shadows of Song. Birtwistle’s Nine Movements for String Quartet. In: Peter O’Hagan (Hrsg.): Aspects of British Music of the 1990s. Ashgate, Aldershot 2003, ISBN 978-0-7546-3041-8, S. 47–62.
- Axel Englund: „Streicht dunkler die Geigen.“ Berio and Birtwistle in Dialogue with Celan. In: Siglind Bruhn (Hrsg.): Sonic Transformations of Literary Texts. From Program Music to Musical Ekphrasis. Pendragon, Hillsdale 2008, ISBN 978-1-57647-140-1, S. 119–41.
- Ute Jung-Kaiser: „wir schaufeln ein Grab in den Lüften“ … Zur (Un)möglichkeit ästhetischer Erziehung im Angesicht der Schoa. In: Michaela Schwarzbauer, Gerd Hofbauer (Hrsg.): Polyästhetik im 21. Jahrhundert: Chancen und Grenzen ästhetischer Erziehung. Peter Lang, Frankfurt am Main 2007, ISBN 978-3-631-56806-4, S. 149–173.
- Arnold Whittall: The Mechanisms of Lament. Harrison Birtwistle’s “Pulse Shadows”. In: Music & Letters, Nr. 1 (1999), S. 86–102.

Celans Todesfuge in der bildenden Kunst
- Theo Buck: Bildersprache. Celan-Motive bei Lázló Lakner und Anselm Kiefer (= Celan Studien. II.) Mit je drei Abbildungen von Lázló Lakner und Anselm Kiefer. Rimbaud Verlag, Aachen 1993, ISBN 3-89086-883-5.
- Andreas Huyssen: Anselm Kiefer: Mythos, Faschismus und Geschichte. In: Kunst und Literatur nach Auschwitz. Herausgegeben von Manuel Köppen. Erich Schmidt Verlag, Berlin 1993, ISBN 3-503-03070-0, S. 137–150.
- Walther K. Lang: Der Tod und das Bild. Todesevokationen in der zeitgenössischen Kunst 1975–1990. Reimer Verlag, Berlin 1995, ISBN 3-496-01144-0, S. 211–228 (Anselm Kiefer und die Todesfuge von Paul Celan).
- Andréa Lauterwein: Anselm Kiefer / Paul Celan. Myth, Mourning and Memory. With 157 illustrations, 140 in colour. Thames & Hudson, London 2007, ISBN 978-0-500-23836-3 (mit ausführlicher Textinterpretation und reichhaltigem Bildmaterial zu Kiefers Auseinandersetzung mit der Todesfuge).